# Erich von Manstein
Fritz Erich Georg Eduard von Manstein, nacido Fritz Erich Georg Eduard von Lewinski (Berlín, 24 de noviembre de 1887-Irschenhausen, 10 de junio de 1973), fue un militar alemán que combatió durante la Primera y la Segunda Guerra Mundial; en este último conflicto alcanzó el grado militar de mariscal de campo (Generalfeldmarschall). 
Nacido en una familia aristocrática prusiana con una larga tradición militar, se unió al ejército a una edad temprana y prestó servicio tanto en el frente occidental como en el oriental durante la Primera Guerra Mundial (1914-1918). Ascendió al rango de capitán al final de la guerra y se mantuvo activo en el período de entreguerras ayudando a Alemania a reconstruir sus fuerzas armadas. En septiembre de 1939, durante la invasión de Polonia al comienzo de la Segunda Guerra Mundial, ejerció de jefe de Estado Mayor del Grupo de Ejércitos Sur de Gerd von Rundstedt.
Con la vista puesta en la invasión de Francia, que se iniciaría en mayo de 1940, Adolf Hitler escogió la estrategia diseñada y propuesta por Manstein, un plan posteriormente perfeccionado por Franz Halder y otros miembros del Alto Mando del Ejército (Oberkommando des Heeres). Anticipándose a una firme resistencia aliada en caso de que la ofensiva principal de la invasión tuviera lugar a través de los Países Bajos, Manstein ideó una operación innovadora, más tarde conocida como Sichelschnitt (‘golpe de hoz’), que requería un ataque a través de la zona boscosa de las Ardenas y un rápido avance hasta el canal de la Mancha, copando así a los ejércitos franceses y aliados en Bélgica y Flandes. Después del éxito en Francia, Manstein fue ascendido al rango de general, participó activamente en la invasión de la Unión Soviética en junio de 1941. Dirigió las fuerzas del Eje en el asedio de Sebastopol (1941-1942) y la batalla de la península de Kerch; fue ascendido a mariscal de campo el 1 de julio de 1942, tras lo cual participó en el sitio de Leningrado. 
En diciembre de 1941, la suerte de Alemania en la guerra había dado un giro desfavorable y, al año siguiente, durante la batalla de Stalingrado, Hitler le puso al mando de la operación Tormenta de Invierno, un intento de salvar al 6.º Ejército de Friedrich Paulus, que había quedado cercado en la ciudad de Stalingrado por la ofensiva soviética; aunque en un primer momento las tropas de socorro consiguieron algunos éxitos, Manstein se vio obligado a ordenar la retirada de sus tropas después de que los soviéticos lanzaran la operación Saturno, que amenazaba con cercar a todas las tropas alemanas situadas en el Cáucaso. Más tarde, lideró una nueva contraofensiva durante la tercera batalla de Járkov (febrero-marzo de 1943), ofensiva que más tarde sería conocida como la «Defensa Móvil de Manstein», que permitió recuperar un territorio sustancial y ocasionó importantes pérdidas a tres ejércitos soviéticos, y forzó la retirada de otros tres.
Cuatro meses más tarde intervino en la batalla de Kursk (julio-agosto de 1943) como uno de sus principales comandantes. Ante las importantes pérdidas sufridas por las unidades Panzer, se vio obligado a ordenar a sus hombres que se retiraran a la orilla occidental del Dniéper, no sin antes destruir todo lo que pudiera ser de valor al enemigo, implementando una política de tierra quemada. Además, obligó a miles de civiles soviéticos a evacuar la orilla oriental del río hacia el oeste trayendo su ganado y sus enseres. La retirada no impidió que sus tropas fueran derrotadas por los soviéticos en el curso de la ofensiva del Dniéper-Cárpatos (14 de diciembre de 1943-17 de abril de 1944), que además desalojó a las fuerzas germanas y a sus aliados rumanos y húngaros de la mayoría de los territorios de Ucrania y Moldavia. Los continuos reveses sufridos por los alemanes en el sur de la Unión Soviética y sus frecuentes desacuerdos con Hitler sobre la conducción de la guerra llevaron a este a relevarle de su puesto en marzo de 1944; después de su destitución nunca más obtuvo otro mando. 
En agosto de 1945, varios meses después de la derrota de Alemania, se entregó a los británicos. Declaró como testigo en los llamados Juicios de Núremberg, en agosto de 1946, donde se juzgó a veinticuatro oficiales nazis de alto rango. Asimismo, preparó un documento que, junto con sus memorias posteriores, ayudó a cultivar el mito de la Wehrmacht inocente, el mito de que las fuerzas armadas alemanas no eran culpables de las atrocidades cometidas durante la Segunda Guerra Mundial, como el Holocausto. En 1949 los aliados lo juzgaron en Hamburgo por crímenes de guerra y lo declararon culpable de nueve de los diecisiete cargos, incluido el de maltrato a los prisioneros de guerra y el de no proteger la vida de los civiles en su área de operaciones. Su sentencia de dieciocho años de prisión se redujo más tarde a solo doce, de los cuales únicamente cumplió cuatro años antes de ser puesto en libertad en 1953.
A mediados de la década de 1950 trabajó como asesor militar del gobierno de Alemania Occidental, puesto desde el que contribuyó a crear la Bundeswehr (las nuevas fuerzas armadas de la República Federal de Alemania). En 1955 publicó sus memorias, Verlorene Siege (traducidas al español como Victorias frustradas), centradas en el análisis puramente militar de las operaciones dirigidas por él. Más allá de mostrar su desacuerdo con algunas decisiones de Hitler, se abstiene en sus recuerdos de cualquier reflexión sobre las derivadas políticas y éticas de sus acciones. 
Erich von Manstein falleció el 9 de junio de 1973 en la localidad de Irschenhausen, en el distrito bávaro de Bad Tölz-Wolfratshausen y recibió sepultura con todos los honores militares; a su funeral asistieron cientos de militares de todos los rangos. 
Es considerado el mayor genio operacional de la guerra de movimientos y uno de los más audaces estrategas de la Segunda Guerra Mundial.

## Primeros años
Nació en Berlín el 24 de noviembre de 1887 como décimo hijo de una familia noble prusiana, la formada por Eduard von Lewinski y Helene von Sperling. Por un acuerdo establecido de antemano —y no infrecuente entre las familias aristocráticas de la época—, el niño fue cedido en adopción nada más nacer a otro matrimonio de alta alcurnia, el constituido por Georg von Manstein y su esposa, Hedwig von Sperling —hermana menor de Helene—, que no podían tener hijos, pero querían conservar el apellido paterno. Así, el niño fue bautizado, ya bajo la tutela de los padres adoptivos, con el apellido von Manstein y el nombre de pila compuesto Fritz Erich Georg Eduard, en honor de ilustres antepasados de ambas familias.
Dados sus orígenes, Erich estaba prácticamente predestinado a seguir la carrera militar. Su padre biológico, Eduard (de ascendencia casubia y con derecho a lucir la variante III del escudo de armas de Brochwicz), fue general de artillería. En cuanto a la familia de adopción, su padre, Georg, llegó a ser teniente general; su abuelo paterno, Gustav, general de infantería; su abuelo materno, Oskar, mayor general; y su tío Kurt, general de infantería. Además, era sobrino político de Paul von Hindenburg, quien se había casado en 1879 con Gertrud, hermana menor de su madre. Se estima que hasta dieciséis parientes de cada rama eran oficiales del ejército.
En enero de 1894 la familia se mudó a Estrasburgo, adonde había sido destinado Georg von Manstein como jefe de guarnición para defender la ciudad alsaciana, conquistada tras la guerra franco-prusiana. Cursó sus estudios primarios en el instituto católico Kaiserliches Lyzeum, o Lycée Impérial alemán (liceo Fustel-de-Coulanges).
A la edad de 13 años entró en el cuerpo de cadetes de Plön y Groß-Lichterfelde, y en marzo de 1906 fue comisionado en el Tercer Regimiento de Guardias de Infantería (Garde zu Fuß) como alférez. Lo ascendieron al rango de teniente en enero de 1907, y en octubre de 1913 se inscribió en el programa de entrenamiento para oficiales de tres años en la Academia Militar Prusiana; sin embargo, solo pudo completar el primer curso, ya que en agosto de 1914, al estallar la Primera Guerra Mundial, todos los estudiantes recibieron la orden de presentarse para el servicio activo. Así pues, se vio obligado a interrumpir prematuramente su formación académica y ponerla en práctica en el propio campo de batalla, y es precisamente esa circunstancia la que explicaría la audacia, originalidad e inconformismo de sus planteamientos estratégicos posteriores.

## Inicios de su carrera militar

### Primera Guerra Mundial
Durante la Primera Guerra Mundial sirvió en los frentes Occidental y Oriental. Al comienzo de la guerra, fue ascendido a teniente y participó en la invasión de Bélgica con el 2.º Regimiento de Infantería de Reserva de la Guardia. En agosto de 1914, participó en la captura de Namur. En septiembre la unidad de Manstein fue una de las dos transferidas a Prusia Oriental y adjuntada al Octavo Ejército, comandado por Hindenburg. Después de entrar en combate en la primera batalla de los Lagos Masurianos, su unidad pronto fue reasignada al Noveno Ejército, que, en ese momento, estaba avanzando desde la Alta Silesia a Varsovia. Sobrecargado el Noveno Ejército se vio obligado a retirarse ante un contraataque ruso, y el 16 de noviembre resultó herido durante la retirada cuando se encontraba entre un destacamento que irrumpió en un atrincheramiento ruso. Le dispararon en el hombro izquierdo y en la rodilla izquierda; una bala alcanzó su nervio ciático causando que la pierna se le adormeciera. La recuperación duró seis meses en el hospital primero en Beuthen y después en Wiesbaden.
El 17 de junio de 1915, después de un período de descanso, le reasignaron, como asistente del Estado Mayor General de Operaciones, al Décimo Ejército, al mando de Max von Gallwitz. Pronto ascendió a capitán, puesto desde el que aprendió de primera mano cómo planificar y llevar a cabo operaciones ofensivas cuando el Décimo Ejército emprendió con éxito ataques contra Polonia, Lituania, Montenegro y Albania. Durante las operaciones ofensivas en Verdún, a principios de 1916, estuvo estacionado con Gallwitz y su personal en una nueva sede cerca de la acción. Luego sirvió como oficial de suministros del Estado Mayor bajo el mando del general Fritz von Below y el jefe del Estado Mayor Fritz von Lossberg en un puesto de mando cerca del Río Somme. Las operaciones británicas y francesas de julio a noviembre de 1916 forzaron una retirada alemana durante el invierno a la Línea Hindenburg, una serie de posiciones defensivas entre Verdún y Lens. Continuó sirviendo bajo el mando de Von Below hasta octubre de 1917, cuando se le envió como jefe del Estado Mayor a la 4.ª División de Caballería, que se encontraba en Riga, durante la ocupación alemana del área. Como resultado de la firma del Tratado de Brest-Litovsk en marzo de 1918, su unidad ya no era necesaria en el Frente Oriental; por lo que fue reasignado a la 213.ª División de Infantería cerca de Reims. El Ejército Imperial Alemán vio algunos éxitos menores en el área, pero estaba comenzando a perder la guerra. Finalmente el 11 de noviembre de 1918 se firmó el armisticio de rendición de Alemania.

### Periodo de entreguerras
Tras cinco meses de noviazgo, Erich von Manstein contrajo matrimonio con Jutta-Sibylle von Loesch. Jutta era hija única de Arthur von Loesch, un terrateniente de Silesia y capitán de caballería en la reserva, y de Amaly von Schack. La ceremonia se celebró el 10 de junio de 1920 en la localidad de Lorzendorf de Namslau (hoy Woskowice Małe). El matrimonio tendría tres hijos: Gisela, que nació en 1921; Gero Erich Silverster, en 1922; y Rüdiger en 1929.

«Hermanos, alistaos en la Reichswehr». Cartel de 1920.

Después de la guerra permaneció en las fuerzas armadas. En 1918 se ofreció como voluntario para un puesto de personal en la Fuerza de Defensa Fronteriza en Breslau y sirvió allí hasta 1919. Como parte de Gruppenkommando II, participó en la reestructuración del Ejército Imperial Alemán de 500 000 hombres en la Reichswehr, el ejército de la República de Weimar (restringido a 100 000 hombres por el Tratado de Versalles). Reconocido desde una edad temprana como un comandante inteligente y talentoso, Manstein fue uno de los 4000 oficiales permitidos en virtud del tratado. En 1921 asumió el mando de la sexta compañía del 5.º Regimiento de Infantería de Prusia y luego se desempeñó como oficial de Estado Mayor para el Wehrkreiskommando II y IV, enseñó historia y táctica militar hasta 1927. Ese año ascendió a mayor y sirvió en el Estado Mayor Alemán del Ministerio de la Reichswehr en Berlín, visitó otros países para conocer sus instalaciones militares y ayudó a redactar planes de movilización para el ejército. Nuevamente ascendido a teniente coronel, asumió el mando del batallón de infantería ligera del 4.º Regimiento de Infantería, donde sirvió hasta 1934. En 1933, el Partido Nazi tomó el poder en Alemania, poniendo fin a la República de Weimar. En una clara violación de las disposiciones del tratado de Versalles, la Reichswehr se había estado rearmando en secreto desde la década de 1920; el nuevo gobierno renunció formalmente al Tratado y procedió con el rearme alemán a gran escala y a la expansión del ejército.
En febrero de 1934 se trasladó como coronel de pleno derecho a Berlín, donde ejerció como jefe de Estado Mayor del Wehrkreiskommando III. El 1 de julio de 1935 aceptó el nombramiento de Jefe de la Rama de Operaciones del Estado Mayor del Ejército (Generalstab des Heeres), parte del Alto Mando del Ejército (Oberkommando des Heeres u OKH). Desde este puesto participó activamente en el desarrollo del Fall Rot (Plan Rojo), una operación defensiva dirigida a proteger a las fuerzas alemanas de un posible ataque de Francia.

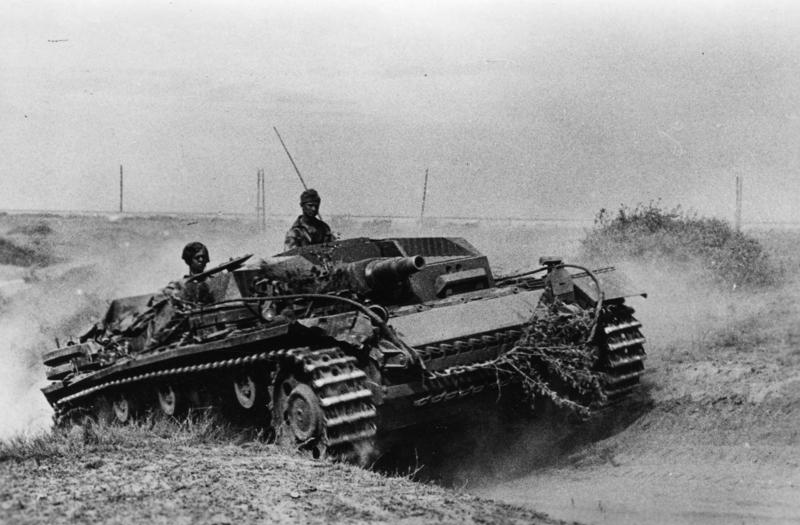
Unidad del blindado alemán Sturmgeschütz III (StuG III), cuyo diseño se inspiró conceptualmente en las ideas de Manstein en 1935.

Durante este período entró en contacto con Heinz Guderian y Oswald Lutz, quienes, como él, apostaban por reforzar el papel de los Panzers en el campo de batalla. Ante la actitud conservadora del alto mando, que se mostraba reticente ante cambios demasiado drásticos, el general alemán insistió en la necesidad de desarrollar armas más acordes con las exigencias de la guerra de movimientos, armas que fueran más eficaces y, sobre todo, más rápidas para poder seguir el ritmo de la infantería a la hora de asaltar búnkeres y otras fortificaciones. El propio Manstein trabajó en un boceto de prototipo de vehículo con orugas que, sobre la base del chasis del Panzer III y equipado inicialmente con un cañón StuK 37 L/24 de 75 mm, era capaz de proporcionar cobertura con fuego directo a las tropas de asalto. El coronel general (Generaloberst) Ludwig Beck dio el visto bueno al proyecto y así nació el StuG III (StuG es la abreviatura de Sturmgeschütz, o 'cañón de asalto'), que se convertiría en el vehículo blindado de combate con orugas más fabricado por Alemania durante la Segunda Guerra Mundial. En octubre de 1936 Beck le ascendió a mayor general (Generalmajor) y le nombró subjefe de Estado Mayor (Oberquartiermeister I).
El 4 de febrero de 1938 recibió el mando de la 18.ª División de Infantería en Legnica con el rango de teniente general (Generalleutnant). Esto significaba que Manstein no asumió el puesto de Beck como jefe de Estado Mayor del Ejército en agosto (Beck había renunciado, a pesar de las insistencias de Manstein de no hacerlo, ya que pensaba que los planes de Hitler de invadir Checoslovaquia ese octubre eran prematuros). El puesto se le encomendó al general Franz Halder, quien había asumido el anterior puesto de Manstein como subjefe del Estado Mayor. Este incidente desencadenó un sentimiento de animadversión mutua entre los dos hombres. Halder era un típico oficial prusiano, monárquico y devoto cristiano, y, como tantos otros generales alemanes, no sentía un especial aprecio por los nazis. Por dicha razón, al enterarse de su nombramiento, sopesó rechazarlo, ya que creía que dicho puesto debería ocuparlo alguien más afín a los nazis como Erich von Manstein, pero Walther von Brauchitsch —el comandante en jefe del Ejército (Oberkommando des Heeres u OKH)—  quien había tenido problemas en el pasado con el general berlinés, le convenció de que aceptara.
El 20 de abril de 1939, durante la celebración del 50 cumpleaños de Hitler, pronunció un discurso en el que, tras alabar a este como el líder «enviado por Dios para salvar a Alemania», advirtió al «mundo hostil» de que, si seguía erigiendo «murallas alrededor de Alemania para bloquear el camino del pueblo alemán hacia su futuro», se sentiría muy feliz de ver al mundo sumido en otra guerra mundial. Por su parte, el historiador y profesor Omer Bartov señaló que el ascenso de oficiales como Manstein formaba parte de una marcada tendencia de un buen número de oficiales tecnocráticos usualmente ardientes nacionalsocialistas de pasar a primer plano, y que la Wehrmacht, lejos de ser una organización apolítica separada e independiente del régimen nazi, estaba completamente integrada en el Tercer Reich.

## Segunda Guerra Mundial

### Invasión de Polonia
El 18 de agosto de 1939, durante los preparativos de la operación Fall Weiss (Plan Blanco) —la invasión de Polonia—, asumió la jefatura del Estado Mayor del Grupo de Ejércitos Sur del general Gerd von Rundstedt. En este puesto trabajó junto con el jefe de operaciones de Rundstedt, el coronel Günther Blumentritt, para desarrollar el plan operativo. Rundstedt aceptó el plan de Manstein, que contemplaba la concentración de la mayoría de las unidades blindadas del grupo de ejércitos en el 10.º Ejército de Walther von Reichenau, con el objetivo de realizar un avance decisivo que conduciría al cerco de las fuerzas polacas al oeste del río Vístula. En dicho plan, los otros dos ejércitos que comprendían el Grupo de Ejércitos Sur, el 14.º, de Wilhelm List y el 8.º, de Johannes Blaskowitz, debían proporcionar apoyo de flanco para el avance blindado de Reichenau hacia Varsovia. En privado, se mostró tibio acerca de la campaña polaca, pues pensaba que sería mejor mantener a Polonia como estado colchón entre Alemania y la Unión Soviética; también le preocupaba un ataque aliado desde el oeste una vez que la campaña polaca estuviera en marcha, lo que llevaría a Alemania a una guerra en dos frentes, como ya había ocurrido en la Primera Guerra Mundial.
El 22 de agosto de 1939 participó en una conferencia en la que Hitler subrayó ante sus comandantes la necesidad de la destrucción física de Polonia como nación. Después de la guerra, declararía en sus memorias que no se dio cuenta, en el momento de esa reunión, de que Hitler se proponía llevar a cabo una política de exterminio contra los polacos. Solo tiempo después tomaría conciencia de esa deriva: fue cuando él y otros generales de la Wehrmacht recibieron informes sobre las actividades de los Einsatzgruppen, los escuadrones de la muerte de las Schutzstaffel (SS), encargados de seguir al ejército a Polonia para matar a intelectuales y otros civiles. Estos grupos paramilitares también fueron encargados de arrestar a judíos y otras personas para reubicarlos en guetos y campos de concentración nazis. Después de la guerra, hubo de enfrentarse a tres cargos de crímenes de guerra relacionados con la muerte de judíos y civiles en sectores bajo su control, así como por torturas y el asesinato de numerosos prisioneros de guerra.
Iniciada el 1 de septiembre de 1939, la invasión comenzó con éxito. En el área de responsabilidad del Grupo de Ejércitos Sur, bajo el mando de Rundstedt, los 8.º, 10.º y 14.º ejércitos persiguieron a los polacos en retirada: el plan inicial era que el 8.º, el más septentrional de los tres, avanzara hacia Lodz, mientras que el 10.º, con sus divisiones motorizadas, lo haría rápidamente hacia el Vístula y el 14.º intentaría rodear a las tropas polacas en el área de Cracovia. Estas acciones llevaron al cerco y a la posterior destrucción de las fuerzas polacas situadas en el área de Radom del 8 al 14 de septiembre por parte de seis cuerpos de ejército alemanes. Mientras tanto, el 8.º Ejército alemán estaba siendo atacado desde el norte, por lo que elementos del 4.º, 8.º y 10.º ejércitos alemanes se redesplegaron rápidamente con apoyo aéreo en un intento improvisado de cortar cualquier fuga de las tropas supervivientes polacas hacia Varsovia. La flexibilidad y agilidad de las fuerzas alemanas llevaron a la derrota de nueve divisiones de infantería polacas y otras unidades en la resultante batalla de Bzura (8-19 de septiembre), el mayor enfrentamiento de la guerra hasta ese momento. La conquista de Polonia terminó rápidamente y las últimas unidades militares polacas se rindieron el 6 de octubre.

### Invasión de Francia, Bélgica y los Países Bajos

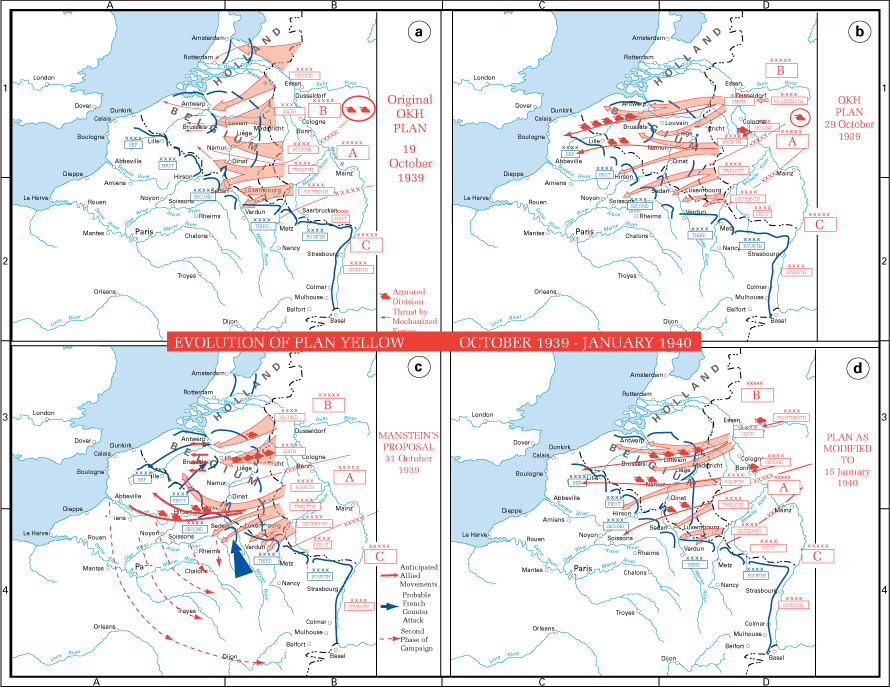
Evolución de los planes alemanes para la operación Fall Gelb. La serie comienza en la esquina superior izquierda.

La operación Fall Gelb (Plan Amarillo), el plan inicial para la invasión de Francia, fue preparada por el Comandante en jefe del Ejército Alemán, el coronel general (Generaloberst) Walther von Brauchitsch, junto con Franz Halder y otros miembros del OKH, a principios de octubre de 1939. Al igual que el Plan Schlieffen de la Primera Guerra Mundial, requería un ataque de cerco a través de Holanda y Bélgica. Hitler no estaba satisfecho con el plan propuesto, por lo que lo sometió a continuas revisiones durante todo ese mes. Manstein tampoco estaba satisfecho, ya que se centraba en gran medida en el ala norte y esta vez y no contarían con el elemento sorpresa, por lo que las fuerzas alemanas estarían expuestas a contraataques desde el sur. Asimismo, el terreno en Bélgica no era adecuado como base de operaciones para nuevos ataques contra Francia, por lo que creía que la operación no acabaría con el enemigo rápidamente, como así sucedió en la Primera Guerra Mundial. Por último, el resultado solo ofrecía, en el mejor de los casos, un éxito operacional parcial, no un desenlace estratégico» que, además, abocaría a una guerra de trincheras. 
A finales de octubre había preparado el esquema de un plan diferente y lo había presentado al OKH a través de su superior, Rundstedt, para quien ahora trabajaba como jefe de Estado Mayor del Grupo de Ejércitos A. El nuevo plan de Manstein, desarrollado con la cooperación informal de Heinz Guderian, establecía que las divisiones Panzer atacarían a través de las colinas boscosas de las Ardenas donde nadie las esperaría, y luego establecieran cabezas de puente en el Mosa para posteriormente avanzar rápidamente hasta el canal de la Mancha. La Wehrmacht aislaría así a los ejércitos aliados franceses e ingleses en Bélgica y Flandes. Esta parte del plan se conoció más tarde como Sichelschnitt (‘golpe de hoz’). La propuesta de Manstein también incluía un segundo ataque que flanquearía la línea Maginot, lo que permitiría a la Wehrmacht forzar cualquier futura línea defensiva que los franceses pudieran montar más al sur.
El OKH rechazó inicialmente la propuesta. Sin embargo, el 11 de noviembre, Hitler ordenó la reasignación de las fuerzas necesarias para realizar un ataque sorpresa en la zona de Sedan, impulsando así la ofensiva en la dirección que Manstein había sugerido. Cuando los documentos que describían los detalles de la Fall Gelb cayeron en manos de los belgas el 10 de enero de 1940, el Führer se volvió aún más receptivo al cambio. Pero sus superiores, los generales Halder y Brauchitsch, recelaban de su reiterada insistencia en hacer prevalecer sus propuestas. Por esta razón, Halder hizo expulsar a Manstein del cuartel general de Rundstedt y que fuera enviado a Stettin para comandar el XXXVIII Cuerpo de Ejército el 27 de enero. Hitler, todavía buscando un plan más agresivo, por lo que aprobó una versión modificada de las ideas de Manstein, hoy conocido como Fall Gelb (Plan Amarillo), después de reunirse con él el 17 de febrero. Manstein y su cuerpo de ejército desempeñaron un papel menor durante las operaciones en Francia, donde sirvió integrado en el 4.º Ejército de Günther von Kluge. Su cuerpo ayudó a lograr el primer avance al este de Amiens durante Fall Rot  (o Plan Rojo, la segunda fase del plan de invasión) y fue el primero en alcanzar y cruzar el río Sena. El 1 de junio de 1940, fue ascendido a general de infantería (General der Infanterie) y recibió la Cruz de Caballero de la Cruz de Hierro. El 10 de junio de 1940 cruzó el Sena al norte de París, prosiguió su avance a marchas forzadas en dirección a Le Mans, al que su cuerpo de ejército llegó el día 18 y su vanguardia cruzó el Loira la noche del día 19 de junio. El 22 de junio de 1940 se firmó la rendición de Francia ante Alemania en el bosque de Compiègne, momento en el que Hitler alcanzó la cúspide de su poder en Europa.
Manstein fue uno de los proponentes de la posible invasión alemana de Gran Bretaña, denominada operación León Marino. Consideraba que la operación era arriesgada, pero necesaria. Los primeros estudios realizados por varios oficiales de Estado Mayor determinaron que la superioridad aérea era un requisito previo para la invasión de Inglaterra. Su cuerpo debía ser enviado a través del Canal de la Mancha desde Boulogne-sur-Mer a  Bexhill como una de las cuatro unidades asignadas a la primera oleada. Pero como la Luftwaffe no logró vencer a la Royal Air Force durante la batalla de Inglaterra, la operación León Marino fue pospuesta indefinidamente el 12 de octubre. Durante el resto del año con poco que hacer, pasó un tiempo en París y posteriormente en su casa.

### Invasión de la Unión Soviética

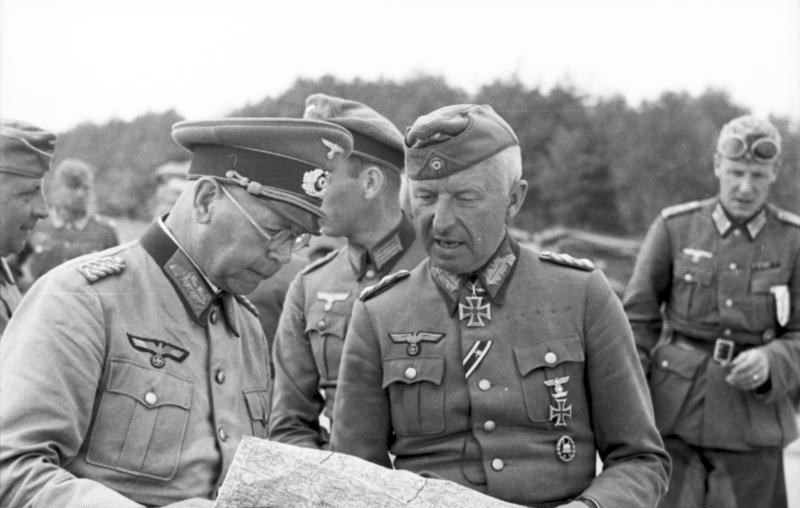
Manstein (derecha) junto a Erich Brandenberger, general de tropas acorazadas, en la víspera de la operación Barbarroja.

En julio de 1940 el Alto Mando alemán comenzó a planificar la operación Barbarroja, la invasión de la Unión Soviética. El 15 de marzo de 1941 fue nombrado comandante del  LVI Cuerpo Panzer; fue uno de los 250 comandantes a los que se les informó sobre la próxima gran ofensiva, y vio por primera vez los planes detallados de la ofensiva en mayo. Su cuerpo era parte del 4.º Grupo Panzer bajo el mando del general Erich Hoepner integrado en el Grupo de Ejércitos Norte de Wilhelm Ritter von Leeb. El Grupo de Ejércitos tenía la tarea de atravesar los Estados Bálticos y luego avanzar hacia Leningrado. Manstein llegó al frente solo seis días antes del inicio de la ofensiva. La operación Barbarroja comenzó el 22 de junio de 1941 con un ataque alemán masivo a lo largo de toda la línea del frente. El cuerpo de ejército de Manstein debía avanzar con el XLI Cuerpo Panzer de Georg-Hans Reinhardt hasta el río Dvina para asegurar los puentes cerca de la ciudad de Daugavpils. Las fuerzas soviéticas lanzaron una serie de contraataques, pero estos fueron dirigidos contra el cuerpo de Reinhardt, lo que llevó a la batalla de Raseiniai. Su cuerpo de ejército avanzó rápidamente, alcanzando el río Dvina, a 315 kilómetros de distancia, en solo cien horas. Excedido y muy por delante del resto del grupo de ejércitos, se defendió de una serie de fuertes contraataques soviéticos.

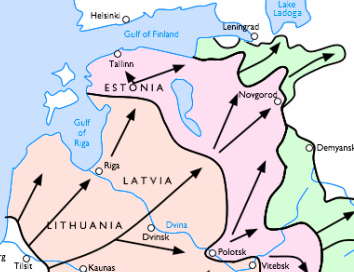
Progreso del Grupo de Ejércitos Norte de junio a diciembre de 1941.

Después de penetrar de nuevo profundamente en las líneas soviéticas con sus flancos desprotegidos, su cuerpo fue el objetivo de una dura contraofensiva soviética el 15 de julio en Soltsy lanzada por el 11.º Ejército soviético, al mando del general Nikolái Vatutin. La 8.ª División Panzer de Manstein fue cercada. Aunque fue capaz de abrirse camino hasta las líneas alemanas, tras sufrir fuertes bajas y el Ejército Rojo logró detener el avance alemán en Luga. El cuerpo se reagrupó en Dno. La 8.ª División Panzer había sufrido fuertes bajas lo que obligó a enviarla a la retaguardia a realizar tareas antipartisanas y fue reasignado a la 4.ª División SS Polizei, por esta razón el ataque a Luga se retrasó repetidamente.
El asalto a Luga aún estaba en curso cuando, el 10 de agosto recibió nuevas órdenes de que su próxima tarea sería iniciar el avance hacia Leningrado. Tan pronto como se trasladó a su nuevo cuartel general en el lago Samro, le dijeron que enviara a sus hombres hacia Stáraya Rusa para relevar al X Cuerpo, que estaba en peligro de ser rodeado. El 12 de agosto el Ejército Rojo había lanzado una ofensiva con los 11.º y 34.º ejércitos contra el Grupo de Ejércitos Norte, cercando tres divisiones. Frustrado por la pérdida de la 8.ª División Panzer y la oportunidad perdida de avanzar sobre Leningrado, Manstein regresó a Dno. Su contraofensiva llevó a una gran derrota soviética cuando su unidad rodeó cinco divisiones soviéticas, recibió apoyo aéreo por primera vez en ese frente. Capturaron 12 000 prisioneros y 141 tanques. Su oponente, el mayor general soviético Kuzma Kachanov del 34.º Ejército, fue posteriormente sometido a un consejo de guerra y ejecutado por la derrota.
Manstein trató de obtener varios días de descanso para sus hombres, que habían estado luchando constantemente en terrenos difíciles y con un clima cada vez más desfavorable desde el inicio de la campaña, pero fue en vano. Se les ordenó avanzar hacia el este en dirección a Demiansk. Cuando estaba ya cerca de la ciudad, se le comunicó que el coronel general Eugen Ritter von Schobert había muerto en un accidente de aviación y que él debía asumir de inmediato el mando del 11.º Ejército del Grupo de Ejércitos Sur en Ucrania.

#### Campaña de Crimea
Así pues, el 12 de octubre de 1941 Manstein se hizo cargo del ejército de Schobert, que tenía la misión de invadir la península de Crimea, capturar Sebastopol y perseguir a las fuerzas enemigas en el flanco del Grupo de Ejércitos Sur durante su avance hacia la Unión Soviética. Hitler tenía como objetivos prioritarios evitar que el Ejército Rojo pudiera utilizar sus bases aéreas en Crimea (para bombardear los pozos petrolíferos de Ploiești, en Rumania) y cortar el suministro soviético de petróleo del Cáucaso.

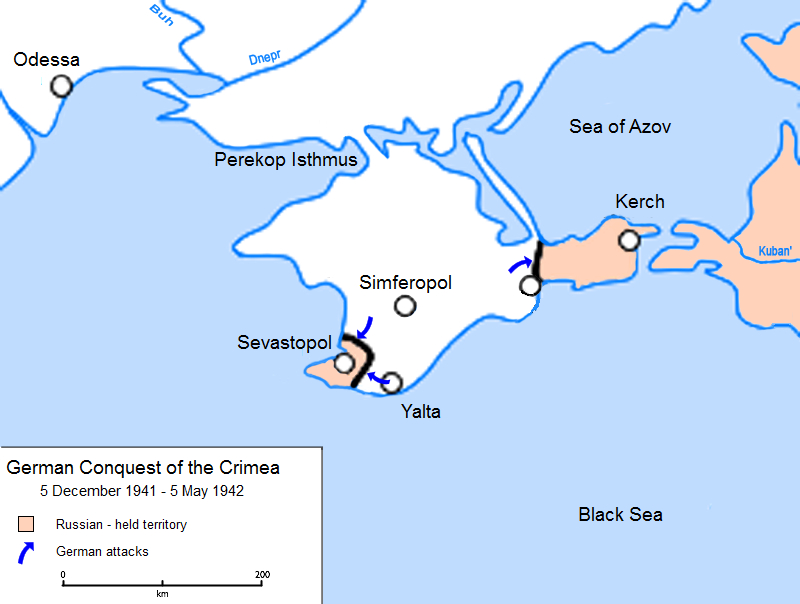
Avance de las tropas alemanas (en blanco) en Crimea (1941-1942).

Las fuerzas de Manstein, en su mayoría formaciones de infantería, lograron un rápido avance durante los primeros días de la ofensiva contra una fuerte resistencia soviética. Después de tomar la mayor parte de la entrada del istmo de Perekop, sus fuerzas se redujeron sustancialmente, quedando seis divisiones alemanas y el Tercer Ejército rumano. El resto del istmo fue capturado lentamente y con cierta dificultad, debido, según Manstein, a la falta de apoyo aéreo para contrarrestar la superioridad aérea soviética en la región. El 31 de octubre formó una unidad de reconocimiento móvil para presionar a las tropas soviéticas en la península, cortando la carretera entre Simferópol y Sebastopol. Las fuerzas del Eje capturaron Simferópol al día siguiente. El 16 de noviembre, el 11.º Ejército había capturado toda la península de Crimea, excepto Sebastopol. Mientras tanto, el Ejército Rojo había evacuado a 300 000 efectivos de la ciudad por mar.

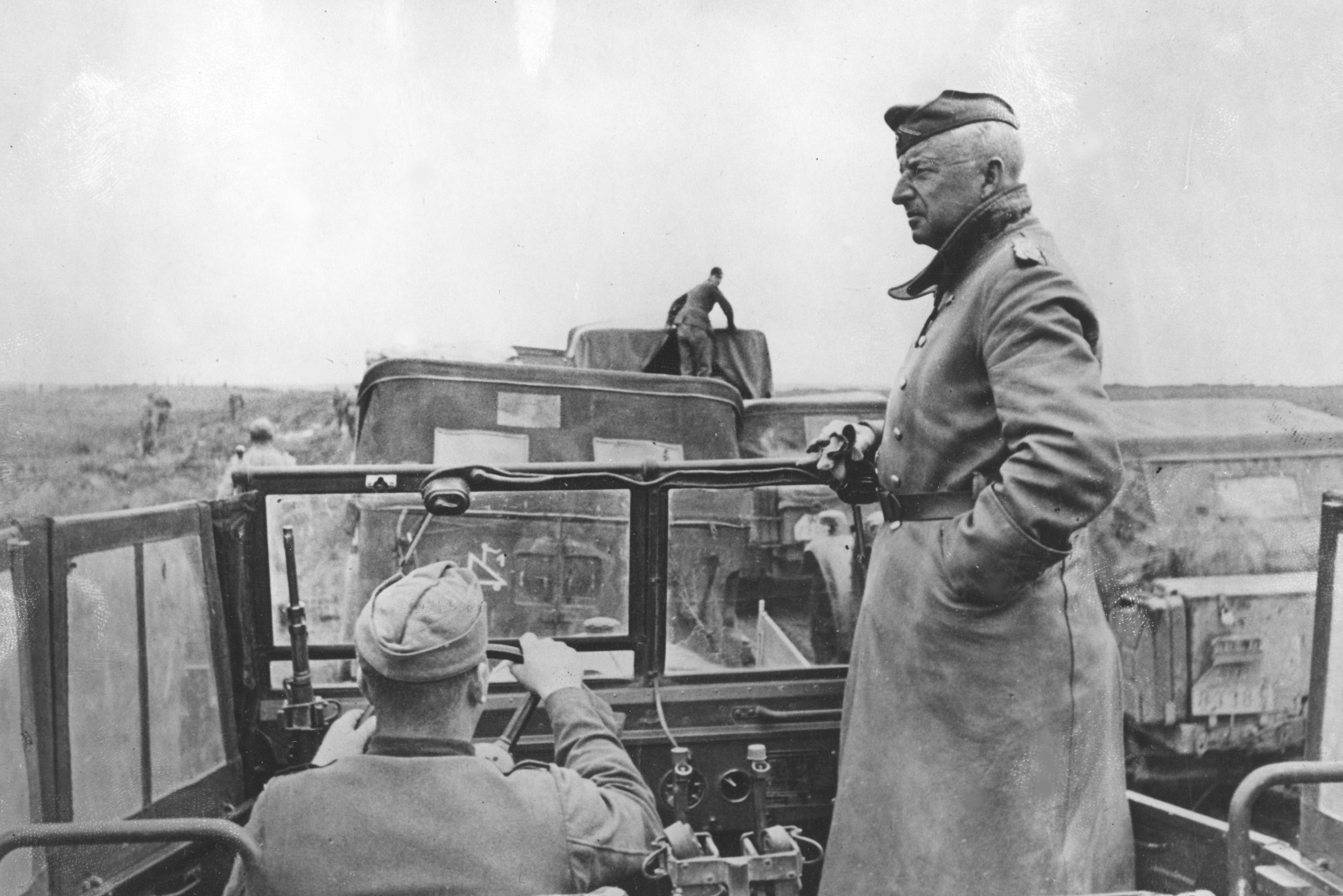
Manstein en el frente de Kerch en mayo de 1942.

La ciudad estaba fuertemente fortificada: tres líneas de defensa protegían el puerto con campos de minas, trampas antitanque y búnkeres, además de dos enormes fortalezas costeras (Gorki I y II), que alojaban baterías de 305 mm. Así, el primer ataque del 11.º Ejército alemán, efectuado en noviembre, fracasó, y entonces Manstein ordenó sitiar la ciudad. El 17 de diciembre lanzó otra ofensiva, que resultaría también fallida. Nueve días después, las tropas soviéticas desembarcaron en el estrecho de Kerch para retomar la ciudad y su península (véase batalla de la península de Kerch) y el día 30 desembarcaron cerca de Feodosia. Solo una retirada apresurada de la península, lo que contravenía las órdenes de Manstein, por la 46.ª División de Infantería, al mando del general Hans Graf von Sponeck, impidió un colapso completo del Eje en la parte este de Crimea; aun así, la división perdió la mayor parte de su equipo pesado. Manstein se vio obligado a cancelar una reanudación planificada del ataque y envió la mayoría de sus fuerzas al este para destruir la cabeza de puente enemiga. Las fuerzas soviéticas estaban en una mejor posición, al menos en lo que respecta a hombres y material, ya que podían reabastecerse por mar; en consecuencia, Stalin presionó a sus mandos militares para que llevaran a cabo más ofensivas. Sin embargo, los soviéticos no pudieron capturar los puntos críticos de acceso por ferrocarril y carretera que habrían cortado las líneas de suministro alemanas.
Para la contraofensiva final alemana contra las tropas soviéticas de la cabeza de puente de la península de Kerch, lanzada el 8 de mayo de 1942, Hitler finalmente asignó a Manstein un poderoso apoyo aéreo. El 11.º Ejército estaba en clara inferioridad numérica, por lo que hizo que fingieran un ataque en el norte mientras que la mayor parte de sus tropas atacaban por el sur. Las tropas soviéticas pronto huyeron. Manstein registró en sus memorias la captura de «170 000 prisioneros, 1133 cañones y 258 tanques», Kerch fue capturado el 16 de mayo. La Wehrmacht solo perdió ocho mil hombres.
Después de un mes de retraso volvió a centrar su atención en la captura de Sebastopol, y para lograrlo se sirvió de algunos de los cañones más grandes jamás construidos. Así, junto con un gran número de piezas de artillería regular, se utilizaron morteros superpesados de 600 mm, el mortero de 800 mm Mörser Gerät 040 o el gigantesco cañón de ferrocarril Dora, de 47 m de largo. Un feroz bombardeo comenzó en la mañana del 2 de junio de 1942. Todos los recursos de la 4.ª Flota Aérea (Luftflotte 4), bajo el mando de Wolfram von Richthofen, se sumaron al asedio, con un bombardeo ininterrumpido que duró cinco días, antes de que diera comienzo el asalto terrestre.

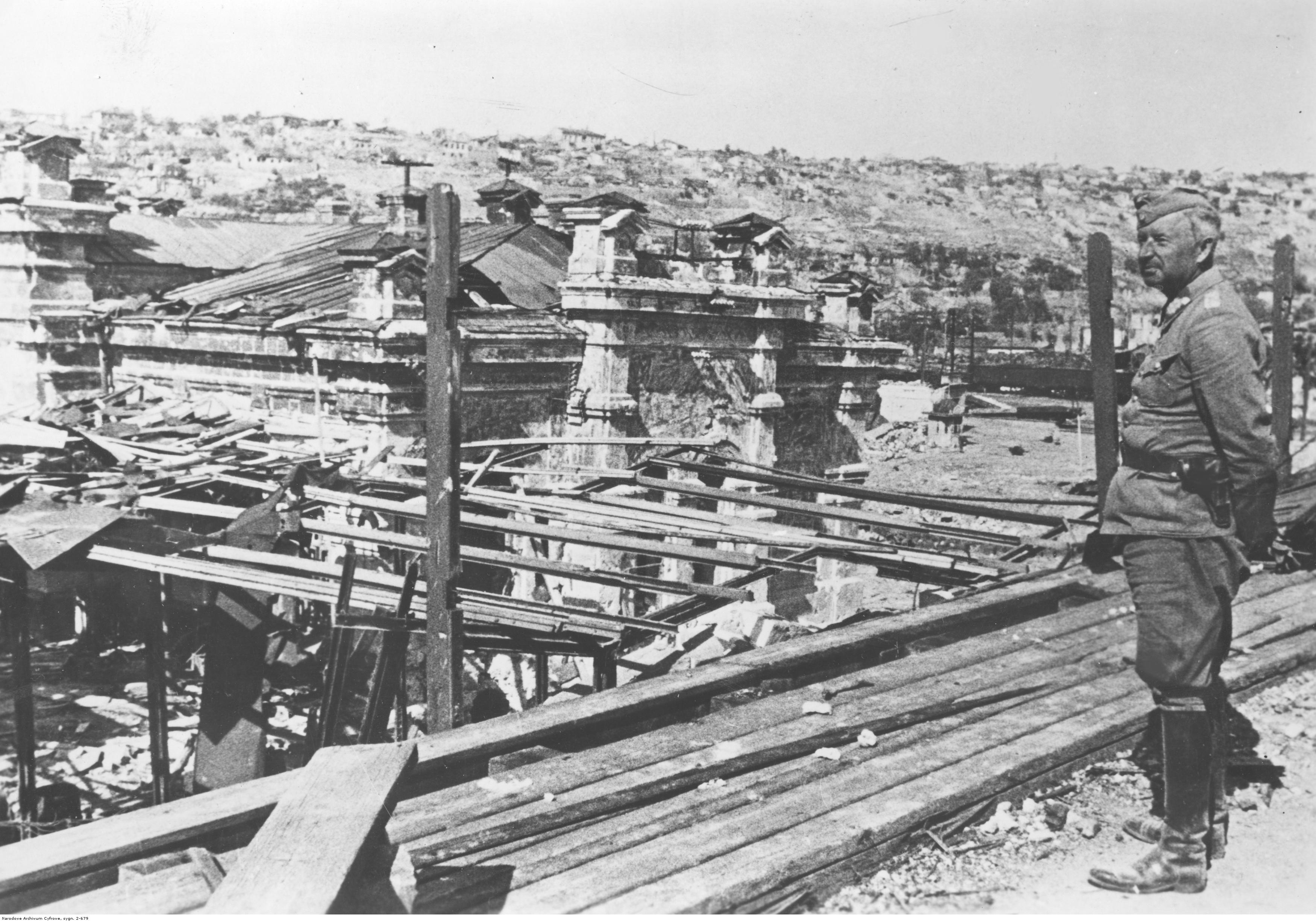
Manstein observando las ruinas de la ciudad de Sebastopol después de la batalla.

El 11.º Ejército ganó terreno a mediados de junio, centrando su atención en los accesos norteños a la ciudad. Los enormes cañones de asedio, apoyados por la artillería de campaña regular y la aviación de Richthofen, fueron destruyendo lenta y metódicamente las principales fortalezas soviéticas que defendían los accesos al puerto, sin embargo la infantería germano-rumana sufrió fuertes pérdidas a medida que avanzaba el mes y los combates se prolongaban. Finalmente, consciente de la necesidad de actuar antes de que la ofensiva alemana de verano de 1942 redujera la disponibilidad de refuerzos y suministros, en la madrugada del 28 al 29 de junio, Manstein ordenó que elementos de la 50.º División de infantería realizaran un ataque anfibio sorpresa con lanchas de asalto a través de la bahía de Severnaya, dichas tropas penetraron en el centro de la ciudad y flanquearon la primera línea de defensa. La operación fue un éxito, lo que provocó que la resistencia soviética se derrumbara. El 1 de julio, las fuerzas alemanas entraron en la ciudad. Finalmente, arrinconadas contra el mar, las tropas soviéticas que no habían podido huir en botes o submarinos fueron obligadas a rendirse el 4 de julio. Ese mismo día, Hitler premió a Manstein por su victoria promocionándolo a mariscal de campo (Generalfeldmarschall). El gobierno soviético galardonó a la ciudad con la Orden de Lenin por su heroica defensa.
Durante la campaña de Crimea estuvo involucrado indirectamente en atrocidades cometidas contra la población civil soviética, especialmente las perpetradas por el Einsatzgruppe D, uno de los varios grupos de las Schutzstaffel (SS) a los que se les había encomendado la eliminación de los judíos de Europa y de otros civiles considerados por los nazis como «indeseables». El Einsatzgruppe D iba en la retaguardia del 11.º Ejército y el mando de Manstein le proporcionó vehículos, combustible y conductores. La policía militar acordonó las zonas donde el Einsatzgruppe planeaba asesinar a los judíos para evitar que estos pudieran escapar. El capitán Ulrich Gunzert, conmocionado después de presenciar la matanza de un grupo de mujeres y niños judíos a manos del Einsatzgruppe D, acudió a Manstein para pedirle que hiciera algo para detener los asesinatos. Posteriormente Gunzert afirmó que este le dijo que olvidara lo que había visto y que se concentrara en luchar contra el Ejército Rojo. Once de los diecisiete cargos contra él en su posterior juicio por crímenes de guerra estaban relacionados con el maltrato y el asesinato de judíos y prisioneros de guerra por parte de los nazis en Crimea.

#### Sitio de Leningrado
Después de once meses de intensa campaña al mando del 11.º Ejército, Manstein se encontraba al borde del agotamiento físico y mental, razón por la cual decidió aceptar la invitación del Conducător rumano Ion Antonescu para pasar unos días de descanso en los Cárpatos. El 5 de julio viajó a su residencia en Legnica para recoger allí a su esposa y a su hijo mayor, Gero, que se estaba recuperando de unas altas fiebres, y viajar juntos hasta Rumania, donde pasarían el resto del mes. El 12 de agosto de 1942 regresó a Crimea, donde esperaba conducir a sus tropas en un ataque anfibio a través del estrecho de Kerch en apoyo del Grupo de Ejércitos A. Sin embargo, Hitler tenía otros planes. En su directiva del 23 de julio de 1942, concluía que las operaciones en el flanco sur del Frente Oriental habían alcanzado sus objetivos y que las tropas puestas a disposición de los grupos de ejércitos A y B eran más que suficientes para llevar a cabo la operación Fall Blau (Caja Azul), que se proponía la conquista del Cáucaso y de Stalingrado.
Después del largo asedio de Sebastopol, Hitler consideraba a Manstein un maestro de la guerra de sitio y que, por lo tanto, era el hombre adecuado para dirigir las fuerzas germanas en los alrededores de Leningrado, asediado por los alemanes desde septiembre de 1941. Sin embargo, solo algunos elementos del 11.º Ejército se trasladaron con él al frente de Leningrado, dejándole únicamente con el cuartel general del LIV Cuerpo de Ejército y con el XXX Cuerpo, un total de cuatro divisiones de infantería y la artillería pesada de asedio que tan buenos resultados le había dado en Sebastopol, el resto fue enviado a otras unidades que participarían en el ataque al Cáucaso. El 27 de agosto de 1942 trasladó su cuartel general al norte a los alrededores de Leningrado. Nuevamente carecía de las fuerzas adecuadas para asaltar la ciudad, por lo que planeó la operación Nordlicht (Aurora Boreal), un audaz plan diseñado para cortar las líneas de suministro de la ciudad sitiada que discurrían a través del lago de Ládoga.

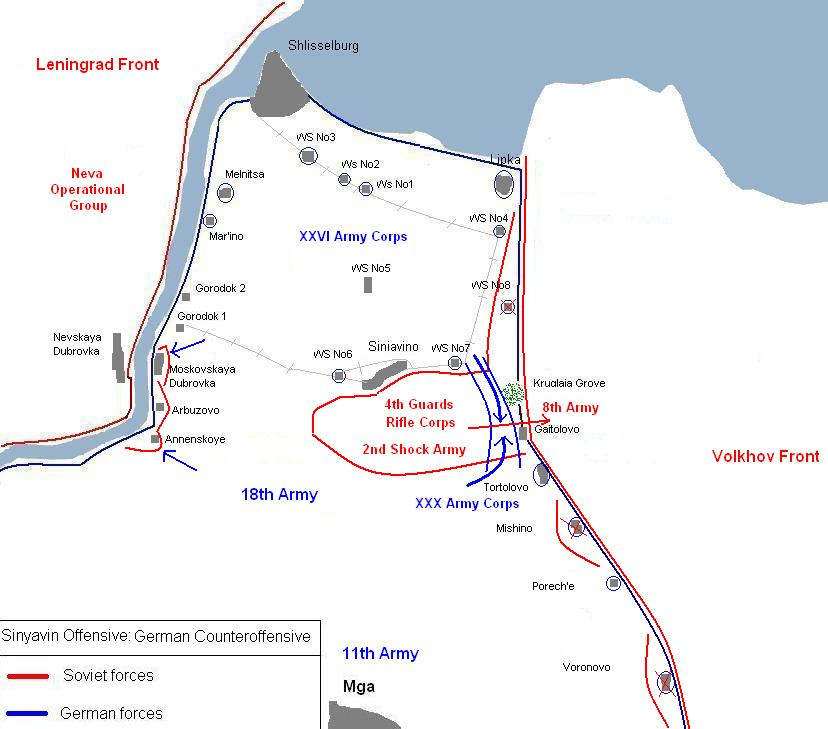
Contraofensiva alemana, con el cerco del 2.º Ejército de Choque y de parte del 8.º Ejército soviéticos.

Sin embargo, el mismo día de su llegada a la zona, el Ejército Rojo lanzó la ofensiva de Siniávino. Originalmente concebida como un ataque de cerco contra el 18.º Ejército en el estrecho saliente alemán al este de la ciudad y al sur del gran lago, la ofensiva parecía capaz de romper las líneas alemanas y levantar el asedio. El 4 de septiembre, Hitler telefoneó personalmente a Manstein y le ordenó que se hiciera cargo de todas las fuerzas alemanas en el sector para restablecer la situación por medio de una ofensiva; para ello, le puso bajo el mando directo del OKH y le ordenó que denunciase de inmediato toda acción fallida de cualquier comandante. «En lugar de la ofensiva prevista contra Leningrado ―anotó Manstein, frustrado, en su diario―, ahora nos enfrentamos a una batalla al sur del lago de Ládoga». Sin embargo, el contraataque alemán inicial del 10 de septiembre fracasó: la infantería alemana fue duramente castigada por un intenso fuego de artillería y de morteros, mientras que los blindados se toparon con densos campos de minas que les causaron numerosas bajas. Ante este panorama, decidió concentrar sus fuerzas para un ataque en dos frentes, uno por el norte y otro por el sur. Mientras tanto, los contragolpes alemanes locales frenaron los cada vez más débiles intentos soviéticos de avanzar.
La principal contraofensiva alemana comenzó el 21 de septiembre. Seis divisiones participaron en el ataque: la 121.ª División de Infantería entró desde el norte; las divisiones de infantería 24.ª, 132.ª y 170.ª del XXX Cuerpo de Ejército atacaron desde el sur; y la 3.ª División de Montaña y la 28.ª División Jäger organizando diversos ataques de contención. El contraataque alemán se enfrentó a los mismos problemas a los que las fuerzas soviéticas habían tenido que hacer frente el mes anterior. El avance en terrenos difíciles, superando las posiciones defensivas, fue muy lento y causó numerosas bajas. El 25 de septiembre, después de cinco días de intensos combates, las fuerzas alemanas se unieron cerca de Gaitolovo, y parte del 8.º Ejército soviético (el 6.º Cuerpo de Fusileros de la Guardia) y del 2.º Ejército de Choque soviéticos fueron rodeados. Después de rechazar los intentos soviéticos de aliviar o burlar el cerco, las tropas atrapadas fueron bombardeadas por artillería pesada y ataques aéreos.
Los combates continuaron hasta el 15 de octubre, cuando las fuerzas alemanas destruyeron los últimos focos de resistencia soviética o sus efectivos se retiraron para escapar del cerco alemán y recuperaron todos los puntos fuertes previamente perdidos, excepto una pequeña cabeza de puente sostenida por las fuerzas del frente de Leningrado cerca de Moskovkaya Dubrovka en la orilla oriental del río Nevá. Aunque la ofensiva soviética fue rechazada, infligió graves pérdidas a las tropas alemanas destacadas para la operación Nordlicht, por lo que esta se tuvo que posponer Sine die. En noviembre, los refuerzos alemanes y otras unidades del Grupo de Ejércitos Norte fueron retirados por el Alto Mando alemán para hacer frente a la operación Urano en los alrededores de Stalingrado, lo que obligó a cancelar definitivamente la operación. Las fuerzas soviéticas levantaron finalmente el largo asedio en enero de 1944.
A primera hora del día 30, como de costumbre, Erich von Manstein recibió a su jefe de Estado Mayor, el general de infantería Friedrich Schulz, para escuchar el último informe de situación. Pero esta vez —según recuerda en su libro de memorias—, además de los datos numéricos, Schulz tenía que transmitirle a su superior una noticia personal: su hijo mayor había muerto en combate. La noche anterior, el subteniente Gero von Manstein, que combatía con el 51.º Regimiento de Granaderos Panzer de la 18.ª División de granaderos Panzer, avanzaba entre posiciones para cumplir una orden (llevar un mensaje a un comandante de pelotón) cuando fue alcanzado mortalmente por una bomba rusa. Se da la circunstancia de que, dada la cercanía geográfica entre los destacamentos de ambos hombres, Gero había visitado a su padre dos veces. La segunda de ellas, el día 18, sería la última que vio a su hijo con vida.

#### Batalla de Stalingrado
En un intento por resolver su persistente escasez de petróleo, la Wehrmacht había lanzado la operación Fall Blau (Caso Azul), una ofensiva masiva dirigida contra los campos petrolíferos del Cáucaso en 1942. Después de una serie de devastadores ataques aéreos alemanes, el 6.º Ejército de Friedrich Paulus recibió la tarea de capturar Stalingrado, una ciudad clave a orillas del río Volga. Sus tropas, apoyadas por el 4.º Ejército Panzer, al mando de Hermann Hoth, entraron en la ciudad el 12 de septiembre. Siguieron durísimos combates cuerpo a cuerpo y peleas callejeras. El Ejército Rojo lanzó el 19 de noviembre una enorme contraofensiva con el nombre en clave de operación Urano, diseñada para rodear a los ejércitos alemanes y atraparlos en la ciudad; este objetivo se cumplió el 23 de noviembre, cuando los tanques del 4.º Cuerpo Mecanizado, al mando de Vasili Volski, se unieron con las unidades de vanguardia del 4.º Cuerpo de Tanques, del general Andrej Kravčenko, en las inmediaciones de Kalach del Don. Hitler, consciente de que si se perdía Stalingrado, probablemente nunca volvería a recuperarlo, nombró a Manstein comandante del recién creado Grupo de Ejércitos Don (Heeresgruppe Don), encargado de montar un plan de socorro, llamado operación Tormenta de Invierno (Unternehmen Wintergewitter), para reforzar a los alemanes y abrir un pasillo a la ciudad. La evaluación inicial de Manstein el 24 de noviembre fue que el 6.º Ejército, con el apoyo aéreo adecuado, podría mantenerse en sus posiciones en la ciudad.

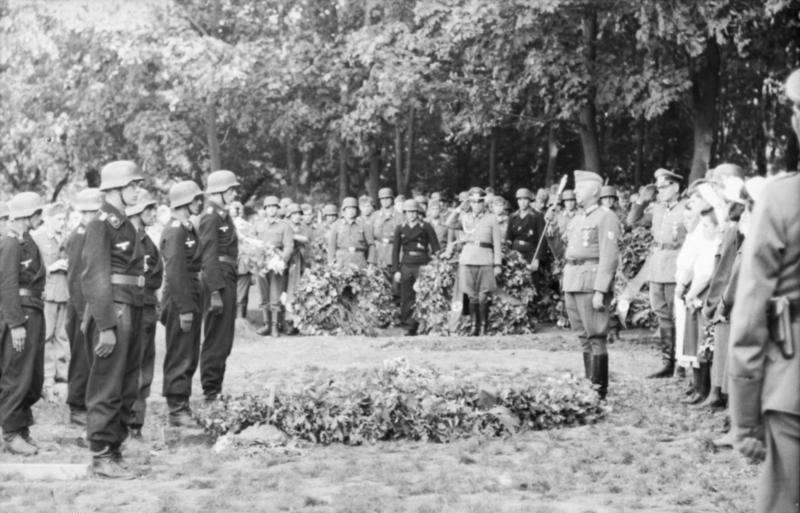
El mariscal Manstein junto al coronel Erick von Fernand en el sepelio del general Walther von Hünersdorff, caído en combate en los alrededores de Járkov en julio de 1943.

La operación comenzó el 12 de diciembre y al principio logró cierto éxito. El día 20, las tres divisiones Panzer con las que contaba (que comprendían las 23.º, 6.º y 17.º divisiones Panzer) y las unidades de apoyo del LVII Cuerpo Panzer del 4.º Ejército Panzer llegaron a 48 kilómetros de Stalingrado en el río Myshkova, donde fueron frenados por los constantes contraataques de los tanques soviéticos en unas condiciones climáticas muy duras, con continuas ventisca y muy baja visibilidad. El 18 de diciembre solicitó a Hitler que el 6.º Ejército intentara romper el cerco para escapar y unirse a sus tropas. Hitler se negó tajantemente, y tanto Manstein como Paulus eran reacios a desobedecer abiertamente sus órdenes. Las condiciones se deterioraron dentro de la ciudad; los hombres estaban infestados de piojos, y el frío y el suministro inadecuado de suministros y alimentos hacían mella en su salud y moral. El Reichsminister de las fuerzas aéreas (Lufwaffe), Hermann Göring, le había asegurado a Hitler que el cercado 6.º Ejército podría ser adecuadamente abastecido desde el aire; pero, debido al mal tiempo, la falta de aviones y las dificultades mecánicas, esto resultó ser inviable.
El 24 de enero, el comandante del Grupo de Ejércitos Don instó a Hitler a que permitiera que Paulus se rindiera, pero este se negó: el 6.º Ejército debía resistir hasta el final. A pesar de los deseos del Führer, el 31 de enero de 1943 Paulus, finalmente, se rindió con los apenas 91 000 soldados que le quedaban, aunque los supervivientes no regresaron a Alemania hasta mediados de los años 1950. En sus memorias, el general berlinés sostenía que había hecho todo lo posible por el 6.º Ejército. Pero muchos hombres de primera línea lo vieron de manera diferente; así, según el testimonio del entonces teniente Philipp von Boeselager: «Podría haberle costado la cabeza. Pero después de todo, él era un mariscal de campo. Más de 300 000 soldados fueron a Stalingrado [y solo] 6000 de ellos regresaron, después de haber sido hechos prisioneros. Él tenía que estar al corriente, tenía que haberlo visto».
Para los historiadores estadounidenses Williamson Murray y Allan Millett, el mensaje que Manstein había dirigido a Hitler dos meses antes, el 24 de noviembre, en el que le advertía de que el 6.º Ejército no debería tratar de salir del cerco, junto con las declaraciones de Göring de que la Luftwaffe podía abastecer a Stalingrado, «selló el destino del Sexto Ejército». Por su parte, el germano-estadounidense Gerhard Weinberg ha señalado que la versión que Manstein presenta en sus memorias sobre tales sucesos están sesgados, y que varios de los eventos descritos en ellas fueron, probablemente, inventados. «Debido a la enorme sensibilidad de la cuestión de Stalingrado en la Alemania de la posguerra, Manstein trabajó duro para distorsionar el registro sobre este asunto así como sobre su participación masiva en el asesinato de judíos», escribió Weinberg.
Mientras tanto, el Ejército Rojo lanzó su propia ofensiva, la operación Saturno, cuyo objetivo era capturar Rostov del Don y así aislar al Grupo de Ejércitos A alemán en el Cáucaso. Sin embargo, debido a la operación Tormenta de Invierno, los soviéticos tuvieron que reasignar parte de sus fuerzas para evitar el éxito de los planes alemanes, por lo que la operación soviética se modificó y se cambiaron sus objetivos por otros más modestos, razón por la cual la operación fue rebautizada como Pequeño Saturno. La ofensiva obligó a Manstein a desviar una parte sustancial de sus fuerzas para evitar el colapso de todo el frente. El ataque también impidió al XLVIII Cuerpo Panzer (que comprendía la 336.ª División de Infantería, la 3.ª División de Campo de la Luftwaffe y la 11.ª División Panzer), bajo el mando del general Otto von Knobelsdorff, unirse al LVII Cuerpo Panzer como estaba planeado inicialmente para ayudar al esfuerzo de socorro. En cambio, el XLVIII Cuerpo Panzer, que se vio obligado a mantener una línea defensiva a lo largo del río Chir, sí consiguió detener los sucesivos ataques soviéticos. El general Hermann Balck utilizó la 11.ª División Panzer para atacar los salientes soviéticos. Al borde del colapso, las unidades alemanas pudieron mantener la línea, pero el 8.º Ejército italiano en los flancos fue ampliamente superado y posteriormente destruido.
Alentado por este éxito, el Ejército Rojo planeó una serie de ofensivas de seguimiento en enero y febrero de 1943 con la intención de vencer decisivamente a las fuerzas alemanas en el sur de Rusia; después de la destrucción de las fuerzas restantes húngaras e italianas durante la ofensiva Ostrogozhsk-Rossosh, la operación Estrella y la operación Galope, se lanzó a recapturar Járkov y Kursk y cercar todas las fuerzas alemanas al este de Donetsk. Esas operaciones lograron romper las líneas alemanas y amenazaron toda la parte sur del frente alemán. Para hacer frente a esta seria amenaza, a principios de febrero de 1943, el Grupo de Ejércitos Don, el Grupo de Ejércitos B y partes del Grupo de Ejércitos A se unieron para formar el nuevo Grupo de Ejércitos Sur (Heeresgruppe Süd), bajo el mando de Manstein.

#### Contraofensiva de Járkov

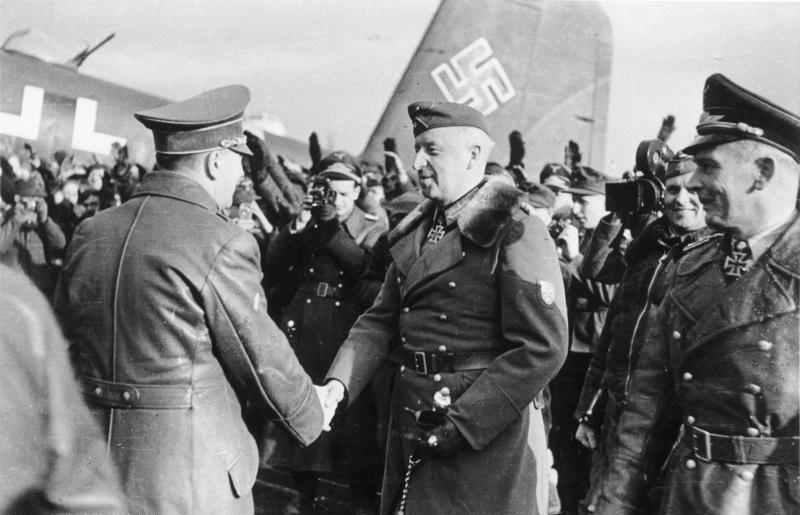
El 10 de marzo de 1943, Hitler voló al cuartel general del Grupo de Ejércitos Sur en Zaporiyia para revisar la situación militar. Manstein saluda al Führer a su llegada al aeródromo local (a la derecha, Hans Baur y Wolfram von Richthofen).

Durante las ofensivas en febrero de 1943, el Ejército Rojo rompió las líneas defensivas alemanas y el día 9 volvió a tomar Kursk. Como los Grupos de Ejércitos B y Don estaban en peligro de ser rodeados, Manstein pidió refuerzos insistentemente. A pesar de que Hitler había exigido el día 13 que Járkov fuera retenida «a toda costa», lo cierto es que al día siguiente el SS-Oberst-Gruppenführer Paul Hausser, comandante del II Cuerpo Panzer SS, ordenó la evacuación de la ciudad. Ese mismo día, el muy castigado 1.er Ejército Panzer también se retiró de sus posiciones en los ríos Donets y Mius. Como castigo, el dictador alemán relevó del mando no a Hausser, sino a su superior, el general de tropas de montaña (General der Gerbirgstruppe) Huber Lanz. Para mediados de mes, Manstein estaba tan frustrado, que pidió a Hitler que le nombrara comandante de todo el Frente Oriental.
Esta solicitud de Manstein y la difícil situación de sus tropas hizo que Hitler volara al frente en persona la tarde del 17 de febrero, y en el transcurso de tres días de agotadoras reuniones, Manstein le convenció de que se necesitaba una acción ofensiva en la zona para recuperar la iniciativa y evitar el cerco. Se reorganizaron las tropas y se introdujeron importantes refuerzos en la zona procedentes de los ejércitos vecinos. Inmediatamente comenzó a planificar una contraofensiva, lanzada el 20 de febrero, ofensiva que más tarde sería conocida como «Defensa Móvil de Manstein»; Nikolái Vatutin y las fuerzas soviéticas habían supuesto que, como las tropas alemanas habían abandonado Járkov sin apenas lucha, se encontraban en franca retirada, razón por la que fueron tomados completamente por sorpresa. Para el 2 de marzo, la Wehrmacht había capturado 615 tanques y había matado a unos 23 000 soldados soviéticos.
Para reforzar el punto de que la reconquista de Járkov era importante políticamente, Hitler viajó de nuevo al frente en Ucrania el 10 de marzo de 1943, donde se reunió nuevamente con Manstein para revisar la situación y hacer planes sobre cómo deberían llevarse a cabo las operaciones. Este reunió cuidadosamente sus fuerzas disponibles a lo largo de un amplio frente para evitar su cerco y los alemanes recuperaron Járkov el 14 de marzo, después de sangrientos combates callejeros en la tercera batalla de Járkov. Por esta gran victoria, recibió las Hojas de Roble para la Cruz de Caballero. El II Cuerpo Panzer SS de Hausser capturó Bélgorod el 18 de marzo. La contraofensiva del general berlinés no solo evitó la desintegración de todo el frente, sino que recuperó un territorio sustancial, además de destruir tres ejércitos soviéticos y forzar la retirada de otros tres. Las bajas soviéticas durante el mes anterior en ese sector habían sido de 46 000 muertos y 14 000 prisioneros; asimismo, fueron capturados o destruidos 600 tanques y 1200 piezas de artillería. El comienzo de la temporada de deshielo puso fin a las operaciones en la zona el 23 de marzo.

#### Batalla de Kursk

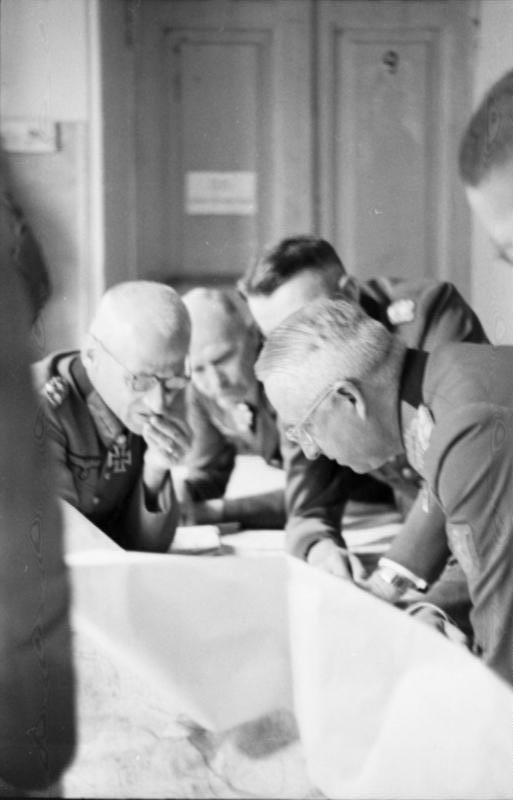
Manstein (derecha) y el Generaloberst Hermann Hoth analizan un mapa de operaciones en junio de 1943.

Manstein estaba a favor de un movimiento en pinza inmediato en el saliente de Kursk después de la batalla en Járkov, pero a Hitler le preocupaba que tal plan alejara fuerzas de la región industrial de la cuenca del Donets. En cualquier caso, el suelo todavía estaba demasiado embarrado para mover los tanques a su posición. En lugar de un ataque inmediato, el OKH preparó la operación Ciudadela, cuyo ejecución se retrasaría mientras se reunían más tropas en el área y el lodo se solidificaba. Mientras tanto, el Ejército Rojo, muy consciente del peligro de cerco, también envió un gran número de refuerzos y sus informes de inteligencia revelaron la ubicación esperada y el momento exacto de los ataques alemanes.
La operación Ciudadela, la última gran operación ofensiva alemana en el este, fue un intento del ejército alemán de recuperar la iniciativa con el objeto de evitar deserciones entre sus países satélites y aumentar la moral de las tropas y de la población civil alemana. A la hora de encontrar algún objetivo limitado, los alemanes se centraron en el saliente de Kursk. Saliente que se había formado después de la ofensiva soviética de febrero y marzo de 1943. Si los alemanes eliminaban este saliente podrían destruir un gran número de tropas soviéticas, acortar el frente y liberar tropas para futuras operaciones. Heinz Guderian se opuso a la ofensiva, él deseaba mantenerse a la defensiva durante el resto de 1943 para reconstruir el arma panzer, muy diezmada después de los últimos combates. El 3 de mayo de 1943, Hitler asistió a una reunión en Múnich para discutir los detalles de la ofensiva. En dicha reunión Walter Model, comandante del 9.º Ejército, aconsejó no atacar debido a las elaboradas defensas que los soviéticos habían construido en los principales puntos de ataque alemanes, lo que demostraba a las claras que los soviéticos eran conscientes de la próxima ofensiva alemana. Erich von Manstein, comandante del Grupo de Ejércitos Sur estuvo de acuerdo con Model y también aconsejó no atacar, pero Günther von Kluge, comandante del Grupo de Ejércitos Centro y Kurt Zeitzler, jefe del Estado Mayor General del OKH, aconsejaron continuar con la operación. Zeitzler argumentaba que los nuevos modelos de tanques darían a los alemanes una clara ventaja tecnológica, pero Guderian y Albert Speer objetaron que los graves problemas técnicos, especialmente los asociados con los Panther, limitarían esa supuesta superioridad tecnológica. Sin embargo, Hitler fue incapaz de tomar una decisión inmediata por lo que la decisión sobre si proseguir o no con la proyectada operación fue pospuesta. Una semana después de la reunión de Múnich, en una conversación privada con Hitler antes de la ofensiva, Guderian dijo: «¿Mein Führer, por qué quiere atacar precisamente en el Este este año?» Hitler respondió: «No le falta razón cada vez que pienso en este ataque se me revuelve el estómago». Guderian concluyó: «Entonces tienes la actitud correcta hacia esta situación. Déjalo en paz».

Ofensiva alemana en Kursk y ofensiva del Grupo de Ejércitos Sur de Manstein sobre el saliente.

El 1 de julio, justo cuando Manstein se preparaba para volar a Bucarest, donde tenía previsto condecorar al mariscal Ion Antonescu, recibió un mensaje del cuartel general de Hitlerː «El Führer le espera para una conferencia de alto secreto en la Wolfsschanze (Guarida del Lobo). Hemos informado a Bucarest de que su viaje ha sido pospuesto por causa del mal tiempo». Al llegar a Rastenburg, se reunió con Hitler y «una formidable cantidad de generales de alta graduación». Durante la reunión Hitler le informó queː «He decidido fijar la fecha de inicio de la operación Ciudadela para el 5 de julio». Después añadió una advertenciaː «Esta vez debemos asegurarnos completamente de que nuestras intenciones no sean traicionadas a causa de un descuido o una negligencia». A través de desertores e informes de inteligencia la Stavka se enteró esa misma noche de la fecha de la proyectada ofensiva.
La planificación de la ofensiva alemana de 1943, llamada en clave operación Ciudadela, fue obra del coronel general (Generaloberst) Kurt Zeitzler. El plan final aprobado por Hitler era obvio para ambos contendientesː dos ataques blindados dirigidos contra las bisagras norte y sur del saliente, luego avanzar hacia la pequeña ciudad de Kursk situada en el centro para así rodear y, posteriormente, destruir a las tropas soviéticas desplegadas en la zona. En la pinza norte del avance alemán estaba el 9.º Ejército del general Walter Model, integrado en el Grupo de Ejércitos Centro al mando del mariscal de campo Günther von Kluge; para llevar a cabo su misión, Model contaba con 335 000 soldados, 920 tanques y cañones de asalto, 4570 piezas de artillería y 730 aviones. En la pinza sur se hallaba el 4.º Ejército Panzer, del coronel general Hermann Hoth, y en su flanco derecho estaba el Destacamento de Ejército Kempf, llamado así por su comandante el teniente general (Generalleutnant) Werner Kempf; ambos ejércitos integrados en el Grupo de Ejércitos Sur al mando de Manstein, este grupo de ejércitos era el más poderoso de los que iban a participar en la ofensiva y contaba con 331 907 soldados, 1508 tanques y cañones de asalto, 3600 piezas de artillería y 1100 aviones.
El avance de ambos ejércitos se vío ralentizado debido a los densos campos de minas y a que se vieron atrapados en sangrientos combates cuerpo a cuerpo en una serie de líneas defensivas soviéticas cuidadosamente preparadas. Después de cinco días de intensos combates, el avance de Model en el norte se detuvo; para entonces, el 9.º Ejército había sufrido 25 000 bajas. El 13 de julio, las fuerzas de Model se vieron obligadas a retirarse hacia Orel, donde el ejército soviético había lanzado la operación Kutúzov. En el flanco sur, las fuerzas de Manstein, tuvieron más éxito. Las tropas del 4.º Panzerarmee, utilizaron sus escasos Panther y Tiger como puntas de lanza penetraron los tres cinturones defensivos soviéticos y avanzaron unos 35 kilómetros en las líneas soviéticas, pero fueron detenidos por los tanques del 1.er Ejército de Tanques del teniente general Mijaíl Katukov. Para detener la ofensiva alemana, Vatutin enterró sus tanques en fuertes posiciones defensivas, reduciendo de esta manera la exposición de los blindados soviéticos, y lanzó incesantes contraataques contra los desprotegidos flancos alemanes. Estas tácticas lograron detener el avance alemán. La batalla alcanzó su apogeo entre los días 11 y 13 de julio, cuando los alemanes se abrieron paso hasta el importante nudo ferroviario de Projorovka, infligiendo graves bajas a las tropas soviéticas en la subsiguiente batalla de Projorovka, pero la oportuna llegada del 5.º Ejército de Tanques de la Guardia de Pável Rótmistrov detuvo el avance alemán, al que infligió duras pérdidas.
El 13 de julio de 1943, cuando la batalla de Projoroska se hallaba en su punto culminante, los mariscales de campo Günther von Kluge y Erich von Manstein fueron convocados a la Wolfsschanze, donde Hitler les informó de que el día 10 de julio los aliados habían desembarcado en Sicilia, por lo que consideró que la operación Ciudadela en Kursk debía ser cancelada. Manstein protestó; creía que las fuerzas soviéticas habían agotado todas sus reservas en la zona y no deseaba detenerse hasta que todas sus propias reservas se hubieran comprometido en combate. Hitler, sin embargo, insistió en cancelar la operación; además, dio órdenes para retirar diversas unidades de los dos grupos de ejércitos participantes, para mandarlas a Italia. Manstein ordenó el repliegue a las posiciones de partida el 17 de julio de 1943 y la iniciativa pasó definitivamente a manos soviéticas, iniciativa que los alemanes no volvería a recuperar en lo que quedaba de guerra.

#### Retirada al Dniéper

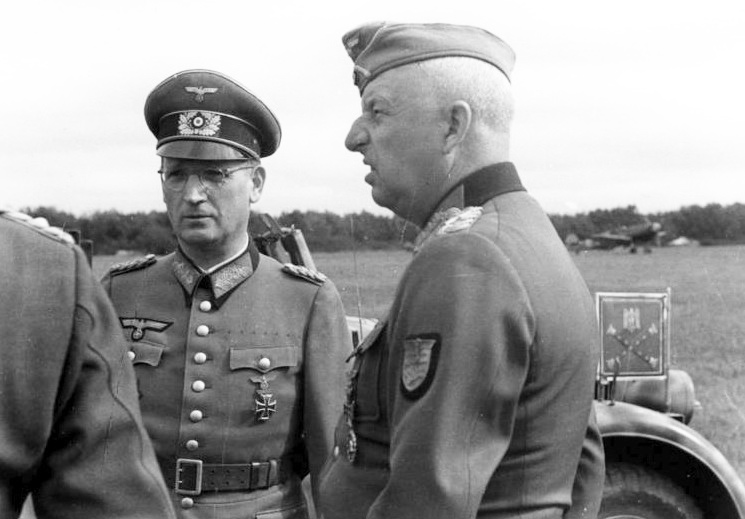
Manstein (derecha) con el general Hans Speidel en el Dniéper en septiembre de 1943.

Manstein consideró la batalla de Kursk una victoria alemana en el sentido de que había destruido gran parte de la capacidad ofensiva del Ejército Rojo durante el resto de 1943. Esta evaluación resultó ser incorrecta, ya que el Ejército Rojo pudo recuperarse mucho más rápido de lo que él esperaba. Manstein ordenó trasladar sus reservas blindadas al río Mius y al bajo Dniéper sin advertir que las actividades soviéticas habían sido una mera maniobra de distracción. La ofensiva soviética, que comenzó el 3 de agosto, puso al Grupo de Ejércitos Sur bajo una fuerte presión, lo que dio lugar a que, después de únicamente dos días de intensos combates, las tropas soviéticas rompieron las líneas defensivas alemanas y volvieran a tomar Bélgorod (5 de agosto); de este modo consiguieron abrir una brecha de cincuenta y seis kilómetros de ancho entre el 4.º Ejército Panzer y el destacamento de Ejército Kempf, encargado de proteger el disputado enclave de Járkov. En respuesta a las demandas de refuerzos de Manstein, Hitler envió la división Großdeutschland, así como la 7.ª División Panzer, la 2.ª División SS Das Reich y la 3.ª División SS Totenkopf de las regiones de Orel y del Donbás. Sin embargo, rechazó las peticiones de retirada e insistió en que se retuviera Járkov. 
A punto de recibir los refuerzos, entre el 13 y el 17 de agosto Manstein libró una serie de contraataques y batallas blindadas al noroeste de la ciudad, cerca de Bogodujov y Ojtirka, lo que causó un gran número de bajas cuando se enfrentaron con las poderosas posiciones soviéticas previamente preparadas. Finalmente, los días 16 y 17 el III Cuerpo Panzer logró estabilizar la situación e hizo retroceder hasta el río Merchick al 6.º Ejército de la Guardia y a los restos del 1.er Ejército de Tanques. El día 20 informó al OKH de que sus fuerzas en la zona del río Donets tenían que abarcar un frente demasiado amplio con un número insuficiente de tropas, y que tendría que cruzar el Dniéper si no recibía refuerzos. La presión continua de las fuerzas soviéticas había separado al Grupo de Ejércitos Centro del Grupo de Ejércitos Sur y amenazaba seriamente el flanco norte de Manstein. Cuando el Ejército Rojo lanzó sus principales reservas en una poderosa ofensiva para recuperar Járkov (del 21 al 22 de agosto), el mariscal aprovechó para cerrar la brecha entre el 4.º Ejército Panzer y el 8.º Ejército y restablecer una línea defensiva continua.
Con el flanco norte aún peligrosamente expuesto, pidió a Hitler más refuerzos o que, si eso no era posible, se le permitiera maniobrar hacia sectores más favorables. La respuesta de Hitler fue una nueva visita al cuartel general de Manstein en Zaporiyia el 8 de septiembre, la tercera reunión entre ambos hombres en apenas dos semanas. Después de explicar la terrible situación de sus tropas, Manstein manifestóː «Nos guste o no, debemos replegarnos», y luego expuso su opinión sobre qué se debería hacerː «Propongo que el Grupo de Ejércitos Centro vuelva inmediatamente al Dniéper. De esa forma, con las fuerzas a salvo, la línea del Dniéper, incluida la zona cercana a Crimea, puede reforzarse y conservarse». Pero Hitler volvió a rechazar la retirada, si bien le prometió algunos refuerzos. Al día siguiente telefoneó al Jefe del Estado Mayor General (Oberkommando des Heeres, OKH), el general Kurt Zeitzlerː «Le ruego que informe al Führer de que esperamos un duro avance soviético hacia el Dniéper en cualquier momento».
El 14 de septiembre, el Frente de Vorónezh del mariscal Nikolái Vatutin atacó el flanco norte de Manstein, rompió las líneas alemanas y avanzó hacia el oeste en dirección a Okopy, a apenas 125 kilómetros de Cherkasy. Al mismo tiempo, algo más al norte, el Frente Centro del mariscal Konstantín Rokossovski avanzó rápidamente hasta situarse a apenas 46 kilómetros de Kiev, amenazando con cercar a la mayor parte de las tropas alemanas al oeste del Dniéper. Ante la gravedad de la situación, Manstein comunicó a Hitlerː «Mañana por la mañana, ordenaré al 4.º Ejército Panzer que se retire al Dniéper a ambos lados de Kiev para impedir que sea aislado en pequeños grupos y aniquilado delante del río». Finalmente, en una nueva reunión en la Wolfsschanze, Hitler accedió a que el general berlinés se retirara al otro lado del río el 15 de septiembre.
Durante ese mes, los ejércitos contendientes se lanzaron a una frenética carrera por alcanzar el Dniéper antes que el rival. Manstein, aplicando una radical política de tierra quemada, ordenó destruir todo lo que pudiera ser útil al enemigo. Debido a esta decisión no solo se tuvo que enfrentar a cargos criminales en su juicio por crímenes de guerra después la contienda, sino que también exacerbó la indisciplina en las filas del ejército alemán, puesto que esta enorme destrucción demostraba a las claras que el bando invasor no albergaba ya posibilidad alguna de victoria; además, esta política consumió una desmesurada cantidad de recursos y sirvió de acicate para que las tropas soviéticas lucharan con más fiereza. Vatutin, ante la desoladora devastación que iba encontrando a su paso, arengaba a sus tropas con soflamas como: «Están quemando el pan, debemos atacar».
Los alemanes pensaban que las tropas soviéticas eran enormes, pero la realidad era que habían quedado muy diezmadas por las sangrientas batallas previas; además, debido a la destrucción causada, el aprovisionamiento era muy difícil, pero las unidades blindadas soviéticas continuaban la persecución. El general soviético Pável Rótmistrov concentró sus escasos tanques en varios destacamentos avanzados y logró engañar a los alemanes haciéndoles creer que sus tropas eran muy superiores a las reales. Entre los días 19 y 23 de septiembre de 1943, los efectivos blindados de Vatutin en vanguardia llegaron al Dniéper al norte y al sur de Kiev, y rápidamente establecieron una serie de cabezas de puente al otro lado del río.
El Ejército Rojo consiguió finalmente su objetivo, pero las pérdidas fueron enormes para ambos bandos. En el balance final, en julio y agosto contabilizadas, por el lado soviético se registraron más de 1,6 millones de bajas, 10 000 tanques y piezas de artillería autopropulsadas, y 4200 aviones. Las pérdidas alemanas, si bien en términos absolutos representaban solo una décima parte de las soviéticas, fueron mucho más costosas, ya que no había más reservas de hombres y material disponibles a corto plazo.
En una serie de cuatro reuniones en septiembre, Manstein intentó vanamente convencer a Hitler de que reorganizara el alto mando para el frente del Este y permitiera que sus generales tomaran las principales decisiones militares. Él mismo venía a postularse indirectamente como máximo jefe militar de ese futuro mando único. Sin embargo, para el Führer, Manstein ya no era su «mariscal milagro»; de hecho, cada vez que algún general le hablaba de «maniobrar» sospechaba que le estaba tratando de convencer de ceder terreno, lo que para su mentalidad militar suponía renunciar definitivamente a un terreno que había costado mucho conquistar y que era esencial para el esfuerzo de guerra del Reich.
Las desavenencias entre ambos hombres eran notorias incluso más allá del propio escenario bélico. Una ilustración basada en un retrato de Manstein fue portada en el número del 10 de enero de 1944 de la revista estadounidense Time; al pie figuraba un llamativo aforismo que cuestionaba su doctrina: «Retreat may be masterly, but victory is in the opposite direction» (‘La retirada puede ser magistral, pero la victoria está en la dirección opuesta’).

#### Operaciones en Ucrania

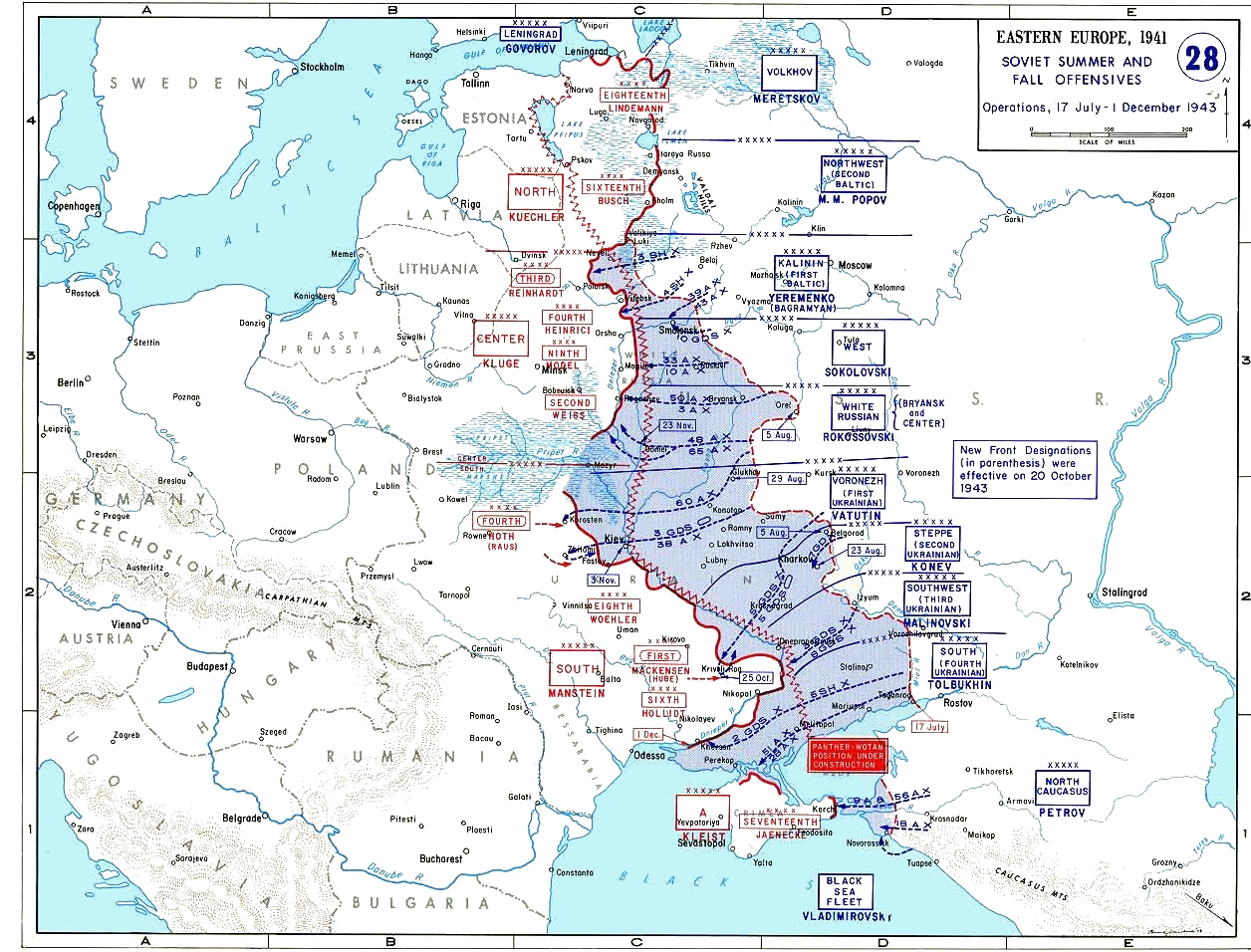
Operaciones a lo largo del Dniéper (julio-diciembre de 1943).

A lo largo de septiembre de 1943, el Grupo de Ejércitos Sur luchó por alcanzar la orilla occidental del río Dniéper antes que el enemigo. La operación, aunque bien planificada en su mayor parte, a veces degeneró en una desbandada desorganizada. Cientos de miles de civiles soviéticos fueron obligados a evacuar la orilla oriental del Dniéper hacia el oeste trayendo su ganado y propiedades personales. Manstein dedujo correctamente que el próximo ataque soviético sería hacia Kiev; pero, como ya había ocurrido anteriormente a lo largo de la campaña, el Ejército Rojo usó ampliamente la maskirovka, una combinación de técnicas de enmascaramiento y seguridad operacional destinadas a engañar al enemigo sobre sus intenciones. Los historiadores Williamson Murray y Allan Reed Millett escribieron: «La “creencia fanática” de muchos generales alemanes en las teorías raciales nazis [...] hacía que la idea de que los eslavos pudieran manipular la inteligencia alemana con tal consistencia fuera completamente inconcebible». El Primer Frente Ucraniano, al mando de Nikolái Vatutin, atacó al 4.º Ejército Panzer superado en número cerca de Kiev. Vatutin primero desplegó un ataque cerca de Liutezh, justo al norte de Kiev, y luego atacó cerca de Bukrin, al sur, el 1 de noviembre. Las tropas alemanas, pensando que Bukrin sería el lugar del ataque principal, se vieron sorprendidos cuando Vatutin capturó la cabeza de puente en Liutezh y se afianzó en la orilla occidental del Dniéper. Kiev fue liberada el 6 de noviembre. El 28 de octubre, el 17.º Ejército fue aislado en Crimea por el Cuarto Frente Ucraniano del general del ejército Fiódor Tolbujin.
Bajo la dirección del general Hermann Balck, las ciudades de Zhitómir y Kórosten fueron retomadas a mediados de noviembre, pero después de recibir amplios refuerzos Vatutin reanudó la ofensiva el 24 de diciembre de 1943, y el Ejército Rojo continuó su exitoso avance. Las repetidas solicitudes de Manstein a Hitler de más refuerzos fueron rechazadas. El 4 de enero de 1944 se reunió con Hitler para decirle que la línea del Dniéper era insostenible y que necesitaba retirarse para salvar sus fuerzas. Hitler se negó, y Manstein nuevamente solicitó cambios en los niveles más altos de la dirección militar, pero sus propuestas fueron nuevamente rechazadas, ya que Hitler creía que él solo era capaz de gestionar la estrategia más amplia.

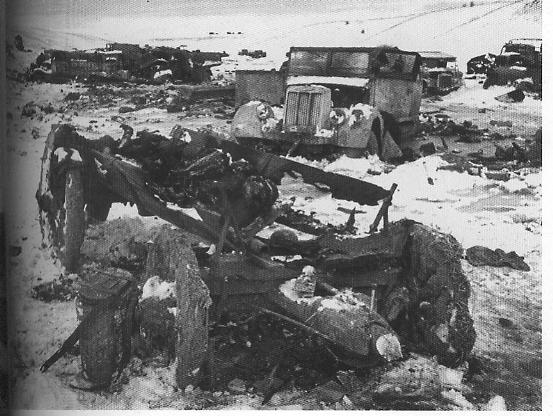
Vehículos alemanes destruidos en el intento de fuga de la bolsa de Korsun.

En enero se vio obligado a retirarse más al oeste por la ofensiva soviética. El 24 de enero, el Ejército Rojo desencadenó la operación Korsun-Shevchenkivski. Después de un bombardeo masivo, el 4.º Ejército de la Guardia y el 53.º Ejército del Segundo Frente Ucraniano del mariscal Iván Kónev atacaron al sur del saliente de Korsun y al día siguiente se reunieron con el 5.º Ejército de Tanques de la Guardia de Pável Rótmistrov. Se abrieron paso y rechazaron fácilmente los débiles contraataques alemanes. El 26 de enero, el Primer Frente Ucraniano de Nikolái Vatutin envió desde el norte al 6.º Ejército de Tanques de la Guardia, que se encontró con las fuerzas soviéticas que avanzaban desde el sur el 28 de enero, cercando en el proceso a unos 60 000 alemanes del XI y XXXXII Cuerpo de Ejército del 8.º Ejército alemán del general Otto Wöhler en una bolsa de 3100 km2 cerca de la ciudad de Cherkasy. A partir de una serie de mapas alemanes capturados Zhúkov calculó la fuerza enemiga cercada en once divisiones y unos 85 000 hombres.

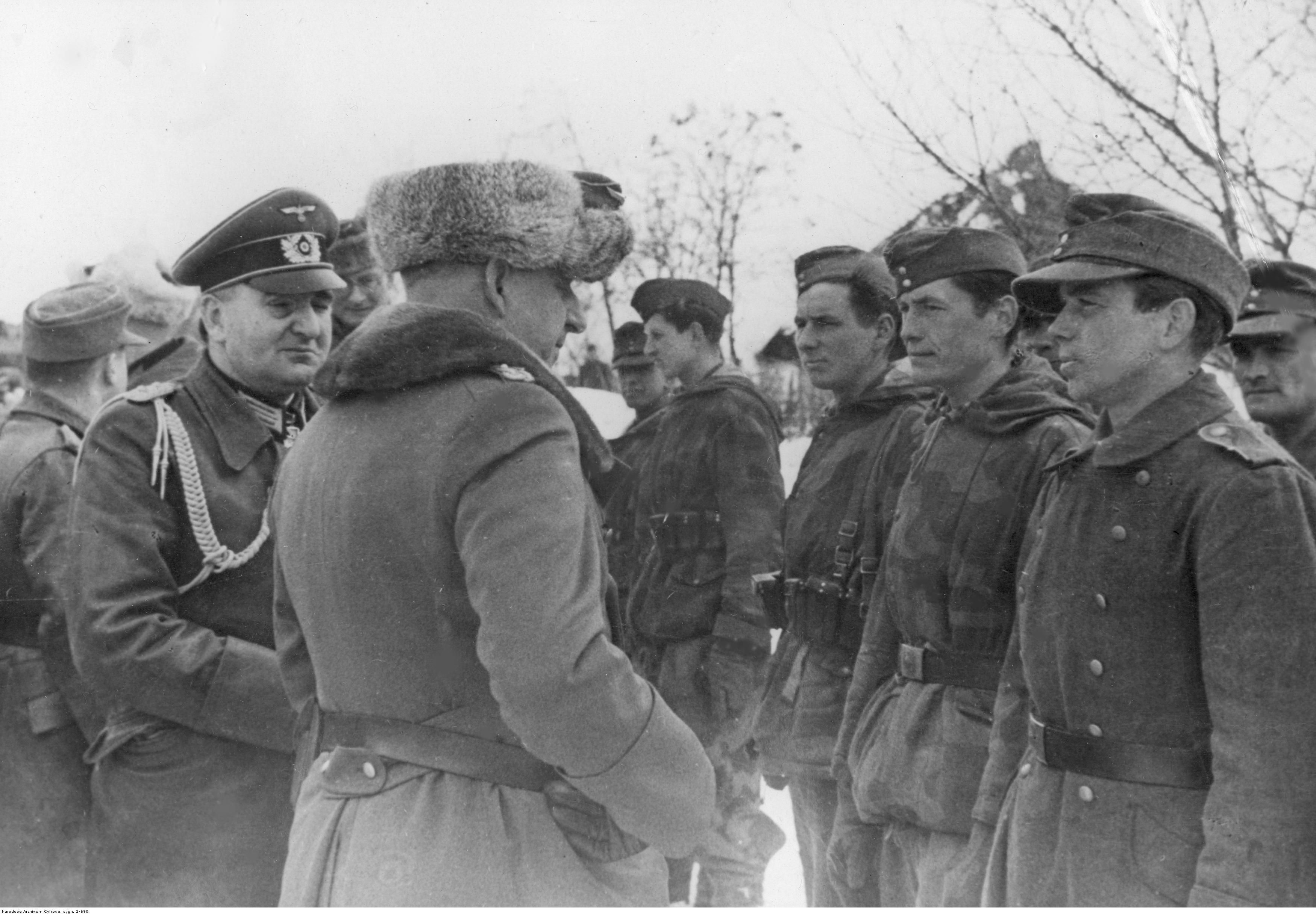
Manstein conversando con soldados de la 72.º División de Infantería que acaban de escapar de la bolsa de Korsun. A la izquierda del mariscal, su ayudante de campo, el coronel Merkel.

En total se asignaron veintisiete divisiones para destruir la bolsa. Los esfuerzos soviéticos, sin embargo, se vieron obstaculizados por el inicio de un deshielo temprano, que embarró el suelo. El general Hans-Valentin Hube comandante del 1.er  Ejército Panzer solicitó autorización para evacuar a las tropas sitiadas antes de que los soviéticos completaran el cerco, sin embargo, Hitler se negó.  El 4 de febrero Manstein envió a una fuerza de auxilio al mando del general Hube, a cargo del 1.er Ejército Panzer, incluidos el XLVII y el III Cuerpo Panzer, estos cuerpos estaban formados por las divisiones pánzer 1.ª, 16.ª y 17.ª, la 1.ª División Leibstandarte SS Adolf Hitler y el Regimiento de Panzers Pesado «Bäke», equipado con cuarenta y siete Panzer V Panther y treinta y cuatro Panzer VI Tiger al mando del teniente coronel Franz Bäke, para intentar auxiliar a las tropas alemanas sitiadas. El XLVII Cuerpo Panzer atacó el 4 de febrero, desde el sureste, mientras que el III Cuerpo Panzer atacaba desde el oeste, pero ambos quedaron atascados por el barro, las dificultades logísticas y la dura resistencia soviética. Debido a la incapacidad del general Hube de contactar con las tropas cercadas, Manstein dio órdenes al general Wilhelm Stemmermann —quien estaba al frente de las seis divisiones alemanas cercadas— que rompiera el cerco y se uniera con las tropas alemanas en Lysyanka. El 17 de febrero Stemmermann ordenó que sus tropas supervivientes destruyeran su equipo pesado y se infiltraran entre las líneas soviéticas y escaparan, al amanecer del día siguiente las tropas alemanas fueron masacradas por los tanques y los jinetes cosacos.
A principios de marzo las fuerzas soviéticas habían empujado a la Wehrmacht más allá de la orilla occidental del río Dniéper. Debido a la directiva del Führer n.º 51 del 19 de marzo, que designaba a veintiséis importantes ciudades como «fortalezas» que debían ser defendidas hasta el último hombre, el 1.ᵉʳ Ejército Panzer quedó cercado, el 25 de marzo, cuando Hitler no dio permiso para escapar a tiempo. Manstein voló al refugio alpino de Hitler en Berchtesgaden para tratar de convencerlo de que cambiara de opinión, este en un principio se negó. Se quejó amargamente de que había desperdiciado todos los refuerzos que le había cedido, y le acusó de querer siempre retirarse y ser incapaz de mantener sus posiciones defensivas.
A medianoche, cuando Hitler solía presidir la conferencia de situación del día, volvió a reunirse con Manstein e, inexplicablemente, autorizó la retirada del cercado 1.er Ejército Panzer. Así mismo, le concedió sustanciales refuerzos que incluían una división de infantería ligera, una división de infantería y dos divisiones panzers de las SS. Gracias a estos refuerzos y a un oportuno contrataque lanzado por el II Cuerpo Panzer de las SS, los restos del 1.er Panzerarmee escaparon hacia el oeste a principios de abril. A pesar de este pequeño éxito alemán, el 17 de abril, las unidades acorazadas de vanguardia del 1.er Ejército de Tanques del general Mijaíl Katukov alcanzaron la frontera rumana en las montañas de los Cárpatos, aislando en el proceso al Grupo de Ejércitos Sur (posteriormente renombrado como Grupo de Ejércitos Ucrania Norte) de las tropas alemanas situadas más al sur.

### Destitución y paso a la reserva
El 30 de marzo de 1944, como reacción a la derrota alemana en la ofensiva del Dniéper-Cárpatos, Hitler convocó a Manstein a una reunión en su refugio de montaña, el Berghof. El anfitrión, tras entregarle las Espadas de la Cruz de Caballero de la Cruz de Hierro, ordenó al general berlinés que cediera el mando del Grupo de Ejércitos Sur a Walter Model el 2 de abril; para justificar la decisión, le trasladó que, si bien estaba de acuerdo con las decisiones que Manstein había tomado en los últimos meses, en el Frente Oriental «los días de los grandes tácticos habían pasado» y que, en lo sucesivo, «necesitaría generales que pudieran sacar el máximo provecho de sus tropas». Suerte parecida correría el comandante del Grupo de Ejércitos A, Ewald von Kleist, quien fue sustituido por Ferdinand Schörner. El Führer tomó también otras medidas drásticas; numerosos comandantes de cuerpo, divisiones y comandantes de las «fortalezas» también fueron destituidos y, algunos de ellos, sometidos a juicio; por último, miles de oficiales intermedios y subalternos resultaron directamente condenados por tribunales militares.
Mientras estaba de baja médica después de haberse sometido a una operación de cataratas en su ojo derecho, se recuperó en su casa en Legnica y en un centro médico en Dresde. Sufrió una infección y durante un tiempo estuvo en peligro de perder la vista. El día del fallido complot del 20 de julio, el intento de asesinar a Hitler, Manstein estaba en un balneario en el Báltico. Aunque se había reunido en varias ocasiones con tres de los principales conspiradores —Claus von Stauffenberg, Henning von Tresckow y Rudolf Christoph Freiherr von Gersdorff— no estuvo involucrado en la conspiración; más tarde dijo: «Preussische Feldmarschälle meutern nicht» (‘Los mariscales de campo prusianos no se amotinan’). Aun así, la Gestapo puso su casa bajo estrecha vigilancia.
En octubre de 1944, cuando se hizo evidente que Hitler ya no tenía intención de llamarle para un nuevo puesto, se trasladó a una finca que las autoridades nazis le habían concedido en Pomerania Oriental, pero pronto tuvo que abandonarla por el avance de las tropas soviéticas. Como, a su vez, tuvo que evacuar su casa de Legnica el 22 de enero de 1945, la familia se vio obligada a alojarse temporalmente en casas de amigos en Berlín. Mientras estuvo allí, unos días después se presentó en el Führerbunker para rogarle al Führer un nuevo destino. Hitler ni siquiera quiso recibirlo. Él y su familia se mudaron al oeste de Alemania hasta que la guerra en Europa terminó en mayo de 1945. El 26 de agosto, en una de sus visitas al hospital de Heiligenhafen para corregir sus problemas oculares, los británicos lo arrestaron y lo trasladaron a un campo de prisioneros de guerra en las inmediaciones de Luneburgo.

## Posguerra

### Juicio
En octubre los aliados lo trasladaron nuevamente a Núremberg y lo recluyeron en una prisión anexa al Palacio de Justicia, el lugar donde se celebrarían los juicios a las principales organizaciones y criminales de guerra nazis. Mientras estuvo allí, Manstein, junto con el general de caballería Siegfried Westphal, ayudó a preparar un documento de 132 páginas para la defensa del Estado Mayor y el OKW. Con dicho documento comenzó a fraguarse el mito de la Wehrmacht inocente (es decir, pretendidamente no culpable de los sucesos del Holocausto y de otros crímenes de guerra). También testificó sobre los Einsatzgruppen, el tratamiento de los prisioneros de guerra y el concepto de «obediencia militar». En especial, el tribunal inquirió al general berlinés su actitud ante la Orden de los Comisarios, que había sido dictada por Hitler en 1941 y que instaba a fusilar a todos los comisarios políticos soviéticos sin necesidad de juicio previo; aunque admitió que recibió la orden, aseguró que no llegó a cumplirla.

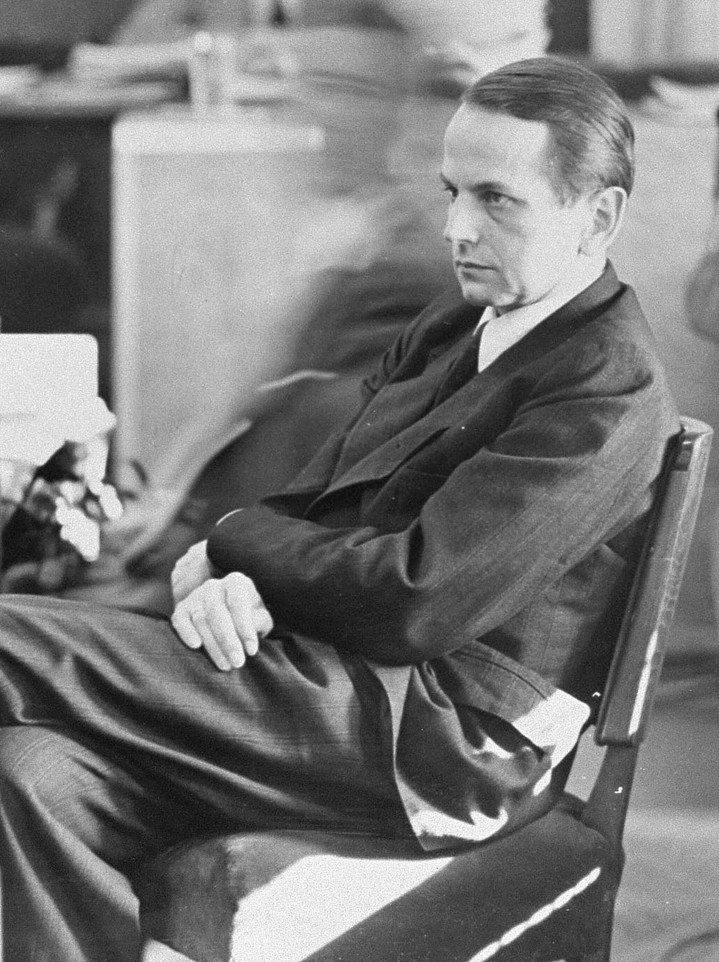
Otto Ohlendorf testificando en el juicio a los Einsatzgruppen, durante los cuales acusó a Manstein de estar directamente involucrado en el asesinato de judíos.

Documentos fechados en 1941 presentados en Núremberg y en su juicio posterior contradicen esta afirmación: en realidad, recibió informes regulares durante ese período sobre la ejecución de cientos de comisarios políticos. Negó tener conocimiento de las actividades de los Einsatzgruppen y testificó que los soldados bajo su mando no estaban involucrados en el asesinato de civiles judíos. Otto Ohlendorf, comandante del Einsatzgruppen  D, contradijo esto durante su testimonio, diciendo que no solo Manstein estaba al tanto de todo lo que estaba sucediendo, sino que el 11.º Ejército estaba directamente involucrado en dichos asesinatos. En septiembre de 1946 se declaró que el Estado Mayor y el OKW no eran una organización criminal. Su sentencia explicaba que una colección de oficiales militares no era un grupo u organización como se define en el artículo 9 de su estatuto.
Después de su testimonio en Núremberg los británicos lo internaron como prisionero de guerra en Island Farm (también conocido como Special Camp 11) en Bridgend, Gales, donde estuvo en espera de la decisión del tribunal, en cuanto a si se enfrentaba o no a un juicio por crímenes de guerra. En su mayoría se mantenía apartado de los otros presos, dando paseos solitarios, cuidando un pequeño jardín y comenzó a trabajar en los borradores de dos libros. El autor británico Liddell Hart mantuvo una nutrida correspondencia con él y con otros prisioneros alemanes de alto rango en Island Farm y visitó a los reclusos de varios campos alrededor de Gran Bretaña mientras preparaba su libro de 1947 Al otro lado de la colina. Liddell Hart era un ferviente admirador de los generales alemanes; describió a Manstein como un genio operacional. Los dos permanecieron en contacto, y Liddell Hart más tarde le ayudó a organizar la publicación de la edición en inglés de sus memorias, Verlorene Siege (Victorias frustradas) en 1958.
En junio de 1948 finalmente el gabinete británico, bajo una fuerte presión de la Unión Soviética, decidió procesar a Manstein por crímenes de guerra. Él y otros tres oficiales superiores (Walther von Brauchitsch, Gerd von Rundstedt y Adolf Strauß) fueron trasladados a Munsterlager a la espera de juicio. Brauchitsch murió en octubre, y Rundstedt y Strauss fueron liberados por motivos de salud en marzo de 1949. El juicio de Manstein se celebró en Hamburgo del 23 de agosto al 19 de diciembre de 1949.
En el juicio se enfrentó a diecisiete cargos, tres de los cuales se referían a eventos en Polonia y catorce en la Unión Soviética. Los cargos incluían maltrato de prisioneros de guerra, cooperación con el Einsatzgruppe D para asesinar a residentes judíos de Crimea e ignorar el bienestar de los civiles mediante el uso de tácticas de «tierra quemada» mientras se retiraba de la Unión Soviética. La acusación, dirigida por el abogado principal Arthur Comyns Carr, utilizó una orden que Manstein había firmado el 20 de noviembre de 1941, basada en la Orden de la Severidad que había sido emitida por el mariscal de campo Walther von Reichenau, para construir su caso según el cual Manstein había conocido y era cómplice del genocidio. La orden pedía la eliminación del «sistema judío bolchevique» y el «duro castigo de los judíos».
Afirmó que recordaba haber pedido un borrador de tal orden, pero no recordaba haberla firmado. Los historiadores estadounidenses Ronald Smelser y Edward J. Davies escribieron en 2008 que Manstein estaba de acuerdo con la idea de Hitler de que la guerra contra la Unión Soviética era una guerra para exterminar el judeo-bolchevismo y que cometió perjurio cuando afirmó no recordar haber firmado su propia versión de la Orden de la Severidad.

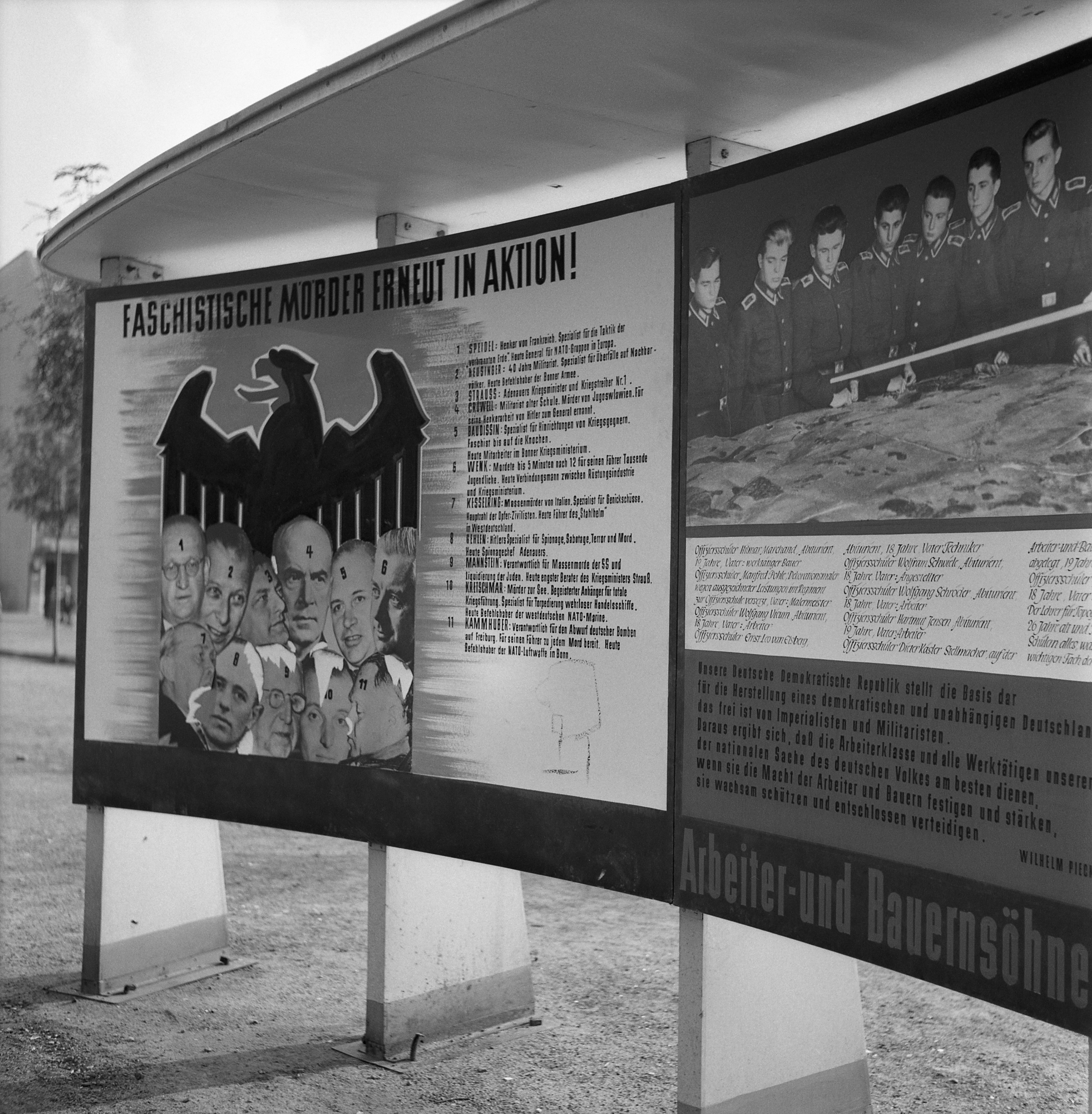
Propaganda en una marquesina de autobuses en Berlín Oriental contra los «viejos nazis» que vivían «sin problemas» en Alemania Occidental. (Manstein es el n.º 9 de la lista).

Su defensa, dirigida por el destacado abogado Reginald Thomas Paget, argumentó que la orden estaba justificada porque muchos partisanos eran judíos y, por lo tanto, la orden de Manstein que pedía la ejecución de todos los judíos estaba justificada por su deseo de proteger a sus hombres de los ataques partisanos. Argumentó que Manstein no estaba obligado a desobedecer las órdenes dadas por su gobierno soberano, incluso si esas órdenes eran ilegales. Hablando en su defensa, declaró que encontraba repugnante la política racial nazi. Otros dieciséis testigos declararon que este no había tenido conocimiento ni estaba involucrado en el genocidio. Paget llamó a los soviéticos «salvajes», argumentando que mostró moderación como un «soldado alemán decente» en la defensa de las leyes de la guerra cuando luchaba contra los soviéticos, que demostraron «un salvajismo atroz».
Si era o no responsable de las actividades del Einsatzgruppe D, una unidad que no estaba bajo su control directo, pero operaba en su zona de mando, se convirtió en uno de los puntos clave del juicio. La fiscalía afirmó que era su deber el conocer las actividades de esta unidad y también poner fin a sus operaciones genocidas. Académicos recientes, incluido Ronald Smelser y Benoît Lemay, opinan que es casi seguro que cometió perjurio en su juicio y en Núremberg.
Los jueces lo declararon culpable de nueve de los cargos y lo sentenciaron a dieciocho años de prisión. Los cargos por los que fue declarado culpable incluyeron disparar a prisioneros de guerra soviéticos; llevar a cabo la Orden de los Comisarios; y permitir que sus subordinados asesinaran a civiles. Los partidarios de Manstein en Gran Bretaña y Alemania protestaron. Liddell Hart presionó en la prensa británica y en Alemania la sentencia fue vista como una decisión política por lo que se redujo a doce años en febrero de 1950. Paget publicó un libro superventas en 1951 sobre la carrera y el juicio de Manstein, al que mostraba como un soldado honorable que luchaba heroicamente a pesar de las dificultades abrumadoras del frente oriental y que había sido condenado por delitos que no cometió. El libro ayudó a contribuir al culto creciente que rodea su nombre. Su liberación el 7 de mayo de 1953 fue en parte el resultado de una recurrencia de sus problemas oculares, pero también el resultado de la presión de Winston Churchill, Konrad Adenauer, Liddell Hart, Paget y otros. Además, los británicos querían que Alemania participara en la defensa de Europa Occidental y Adenauer condicionó el rearme de Alemania a la liberación de los oficiales alemanes condenados por crímenes de guerra.

### Antisemitismo
Manstein creía que el bolchevismo y los judíos estaban inextricablemente ligados, que había una conspiración mundial dirigida por los judíos y que para detener la propagación del comunismo era necesario eliminar a los judíos de la sociedad europea. Su orden del 20 de noviembre de 1941, basada parcialmente en la Orden de la Severidad de Reichenau, decía en parte:

El sistema bolchevique debe ser eliminado de una vez por todas y nunca más se debe permitir que invada nuestro espacio vital europeo; [...] Es la misma clase judía de seres que han hecho tanto daño a nuestra propia Patria en virtud de sus actividades contra la nación y la civilización, y que promueven tendencias antialemanas en todo el mundo, y que serán los precursores de la venganza. Su exterminio es un dictado de nuestra propia supervivencia.

No hizo nada para evitar la matanza de judíos y otros civiles en las áreas donde operaban sus unidades y en las que participó activamente su 11.º Ejército. Que era muy consciente de las masacres perpetradas por los Einsatzgruppen se demuestra en una carta fechada en 1941 que envió a Otto Ohlendorf, en la que exigía que Ohlendorf le entregara los relojes de pulsera de los judíos asesinados. Manstein creía que sus hombres merecían los relojes, ya que estaban haciendo tanto para ayudar a los hombres de Ohlendorf en su trabajo. Smelser y Davies señalan que esta carta fue la única vez que alguna vez se quejó de las actividades de los Einsatzgruppen. Posteriormente declaró que creía que el número de judíos asesinados en el Holocausto era exagerado.
El antisemitismo fue común en Alemania y en toda Europa durante este período, y la actitud de Manstein hacia los judíos tuvo sus raíces en su exposición y asimilación de estos puntos de vista. Sus acciones fueron un claro reflejo de su lealtad hacia Hitler y al régimen nazi y de su arraigo en un sentido del deber basado en los valores militares tradicionales prusianos.
Sus críticas a Hitler se basaron únicamente en sus desacuerdos sobre la conducción de la guerra, no sobre las políticas raciales del régimen. Algunos historiadores, incluidos Antony Beevor y Benoît Lemay, opinan que tenía ascendencia judía. De hecho fue el único oficial de la Reichswehr que se opuso a la introducción del párrafo ario en 1934, envió una carta de protesta al general Beck, comentando que cualquiera que se hubiera ofrecido como voluntario para servir en las fuerzas armadas ya había demostrado su valía. Lemay especuló que pudo haber estado interesado en proteger a sus dos sobrinos nietos «mestizos» (mischlinge), quienes ya estaban sirviendo en la Reichswehr. También pudo haber estado preocupado por la posibilidad de que tuviera una ascendencia judía lejana. Las SS llevaron a cabo una investigación sobre la ascendencia de Manstein, pero el informe no se completó y los resultados siguen siendo desconocidos.

### Actividades tras su puesta en libertad
En 1955 el Amt Blank (Ministerio Federal de Defensa) llamó a Manstein y a otros diez ex oficiales superiores para formular planes para la refundación del ejército alemán. El 20 de junio de 1953 habló en el Bundestag, donde expuso su análisis de las consideraciones de poder estratégico y de la defensa del país, y habló sobre si Alemania debería tener un ejército profesional o un ejército de conscriptos. Su opinión era que la duración del servicio militar del Bundeswehr debería ser de al menos 18 meses o, preferiblemente, 24 meses. Su idea de formar una fuerza de reserva se implementó más tarde.
Sus memorias de guerra, tituladas en alemán Verlorene Siege (Victorias frustradas), se publicaron en Alemania Occidental en 1955, y se tradujeron a varios idiomas. El libro, que obtuvo gran acogida comercial, era especialmente crítico con Hitler y con su estilo de liderazgo. Historiadores como Liddell Hart vieron el énfasis de Manstein en los aspectos puramente militares de la guerra y en la omisión de los aspectos políticos y morales de sus acciones como una forma de absolverse a sí mismo de cualquier responsabilidad por los hechos del Holocausto. Ese retrato autocomplaciente influyó en la opinión popular, que lo aupó a los primeros lugares entre los mejores generales y líderes militares de Alemania, por no decir de la historia. Algunos estudiosos, como Benoît Lemay, consideran, sin embargo, que el enfoque de Manstein puede considerarse éticamente reprobable.
En el apartado de conclusiones de sus mencionadas memorias, se quejaba de «un dictador que creía en el poder de su voluntad no solo para clavar a sus ejércitos dondequiera que debieran estar, sino para mantener a raya incluso al enemigo, [y que] carecía de verdadera formación militar». Insistía en que, sin la interferencia de ese «chapucero aficionado», el cuerpo de oficiales podría haber logrado, al menos, una paz negociada con la Unión Soviética. Estas explicaciones simplistas e incompletas, cuando no falsas, sobre las razones de la victoria soviética, es decir su enorme superioridad numérica y la incompetencia de Hitler, han sido utilizadas de modo casi obsesivo por prácticamente todos los altos oficiales alemanes en la posguerra para justificar tanto su actuación durante la Segunda Guerra Mundial como las razones de su derrota.
Tras su estancia en prisión, se mudó varias veces con su familia para residir sucesivamente en Essen y Bonn, antes de instalarse, en 1958, en los alrededores de Múnich. Ese mismo año publicó el segundo volumen de sus memorias, Aus einem Soldatenleben ('Vida de un soldado'). Este, aunque publicado después de Lost Victories, refleja la etapa anterior de su vida, es decir, de 1887 a 1939, y pasó más desapercibido. En 1966 enviudó de Jutta Sibylle.

### Fallecimiento
Residía en la localidad de Irschenhausen, en el distrito bávaro de Bad Tölz-Wolfratshausen, cuando, durante la noche del 9 de junio de 1973, sufrió un derrame cerebral que le causó la muerte. Recibió sepultura con todos los honores militares, y a su funeral asistieron cientos de militares de todos los rangos. En su obituario, la revista Der Spiegel escribió: «Ayudó en la marcha hacia la catástrofe engañado por un ciego sentido del deber».

### Obras
- 1955 - Victorias frustradas. BOOKS4POCKET ISBN 9788496829497.[224]
- 1958 - Aus einem Soldatenleben 1887-1939. Athenäum-Verlag.[225]

## Condecoraciones
- Cruz de Hierro de 1914, 1.er y 2.º grado
- Cruz de Caballero de la Real Orden de la Cámara de Hohenzollern con espadas[226]
- Cruz de Caballero, primera clase, de la Orden de Friedrich con espadas[226]
- Cruz Hanseática (versión de Hamburgo)[226]
- Cruz de honor de la Guerra Mundial 1914/1918
- Cierre a la Cruz de Hierro (1939) de 2.º grado (16 de septiembre de 1939) y de 1.er grado (21 de septiembre de 1939)[227]
- Cruz de Caballero de la Cruz de Hierro con Hojas de Roble y Espadas
  - Cruz de Caballero el 19 de julio de 1940 como general de infantería y comandante general del XXXVIII Cuerpo de Ejército[171]
  - Hojas de Roble el 14 de marzo de 1943 como mariscal de campo y comandante en jefe del Grupo de Ejércitos Sur[171]
  - Espadas el 30 de marzo de 1944 como mariscal de campo y comandante en jefe del Grupo de Ejércitos Sur[171]